# SPAR
SPAR je franšízový maloobchodní řetězec, jehož prodejny se nacházejí ve zhruba padesáti zemích světa. Za rok 2021 mělo všech 13,6 tisíce prodejen SPAR celkový obrat 41,2 mld. € (asi 1,1 bilionu Kč). V letech 1991–2015 obchody značky SPAR existovaly také v Česku, poté je převzal Albert.
Řetězec provozuje prodejny v několika formátech. Prodejny pod názvem SPAR mají prodejní plochu 200–1 000 m2, větší supermarkety EUROSPAR (resp. v Africe SUPERSPAR) mají prodejní plochu do 3 000 m2, hypermarkety INTERSPAR jsou ještě větší. Malé prodejny například u čerpacích stanic, na letištích a nádražích nebo v centrech měst pak fungují pod značkou SPAR express. Mezinárodní centrála řetězce, která obchodním partnerům v jednotlivých zemích poskytuje licence k používání značky SPAR, sídlí v Nizozemsku.

## Historie a název

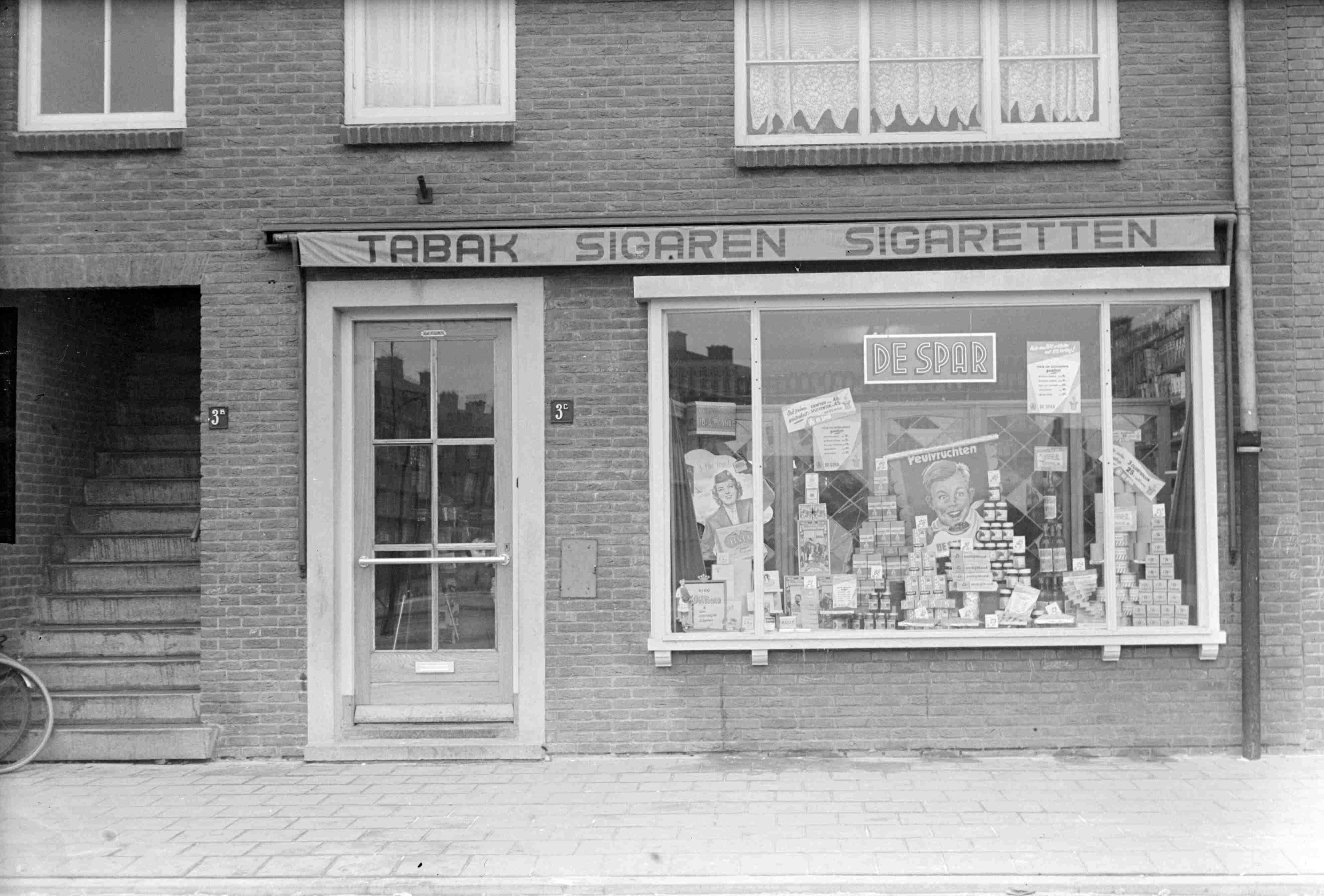
Prodejna SPAR v nizozemském městě Nijmegen (1954)

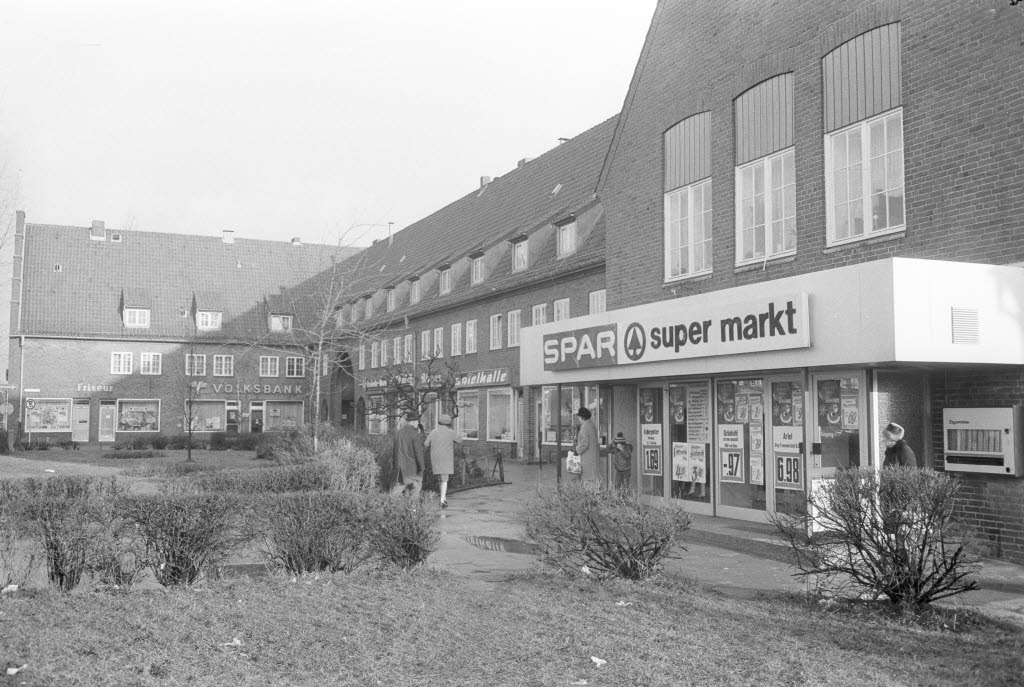
Supermarket SPAR v Kielu (1973)

Firmu založil nizozemský podnikatel Adriaan van Well během hospodářské krize ve 30. letech 20. století. Van Well provozoval velkoobchod s potravinami ve městě Zoetermeer, který zdědil po svém otci. Napadlo ho, že by jeho odběratelé spolu mohli blíže spolupracovat, a tím ušetřit na některých nákladech. V roce 1932 se tak prvních 16 do té doby nezávisle provozovaných obchodů sjednotilo pod značkou DE SPAR. De spar jednak v nizozemštině znamená smrk nebo jedle, jednak lze název vyložit jako zkratku Door Eendrachtig Samenwerken Profiteren Allen Regelmatig, neboli ze vzájemné spolupráce všichni pravidelně profitují. V germánských jazycích navíc spar zní podobně jako slovo šetřit (např. německy sparen, anglicky spare). 
Ve 40. letech začal být používán zkrácený název SPAR, například v Itálii ale prodejny dodnes fungují pod značkou DESPAR. Současné logo se siluetou jedle v kroužku vzniklo v roce 1968.
První zahraniční zemí, kam se značka SPAR rozšířila, se v roce 1947 stala Belgie. Do dalších evropských států řetězec expandoval v průběhu 50. let. Mimo Evropu vzniknul první SPAR v roce 1963 v Jihoafrické republice. Do Asie řetězec expandoval v roce 1977 vstupem na trh v Japonsku. Po pádu železné opony SPAR začal podnikat v zemích bývalého východního bloku. V roce 1994 také vstoupil na další kontinent, když zahájil podnikání v Austrálii. Na konci 20. století prodejny SPAR existovaly také v Argentině. Do Jižní Ameriky se řetězec vrátil v roce 2023, kdy byla otevřena první prodejna v Paraguay.

## SPAR v Česku
Licenci k používání značky SPAR v Česku v 90. letech získaly dvě firmy, SPAR Šumava a SPAR Partner. SPAR Šumava byla síť malých venkovských prodejen v jižních a západních Čechách provozovaných na principu franšízy. První taková prodejna vznikla v roce 1991 v Prachaticích, od roku 1992 měla firma velkosklad v Sušici. Síť SPAR Šumava zanikla kolem roku 2013, sušickou centrálu koupil JIP.
Společnost SPAR Partner nejprve v Českých Budějovicích otevřela velkoobchod typu cash and carry. V roce 1996 byla koupena rakouskou skupinou ASPIAG (Austria SPAR International AG). O rok později došlo k jejímu přejmenování na SPAR česká obchodní společnost a místo prodejny cash and carry v Českých Budějovicích v dubnu 1997 otevřela svůj první hypermarket INTERSPAR. Druhý hypermarket vzniknul v listopadu téhož roku v Brně-Štýřicích. V blízkosti svých hypermarketů SPAR provozoval také restaurace a kavárny.
V září 2002 skupina SPAR otevřela v Praze-Štěrboholech obchodní centrum EUROPARK (včetně hypermarketu INTERSPAR). Menší supermarkety SPAR v Česku vznikaly až od roku 2006, první byl otevřen v Třebíči. Třetím formátem byly malé prodejny SPAR City zaměřené na městské zákazníky. První taková prodejna vznikla v květnu 2012 na pražské Brumlovce. V srpnu 2013 bylo v Česku 33 hypermarketů INTERSPAR, 10 supermarketů SPAR a 2 prodejny SPAR City (druhá mezitím vznikla v Praze na náměstí Míru).
Podnikání firmy v Česku však bylo dlouhodobě ztrátové. Za rok 2010 SPAR skončil ve ztrátě 607 mil. Kč, další rok 608 mil. Kč, v roce 2012 545 mil. Kč a v roce 2013 534 mil. Kč. 6. března 2014 byla otevřena poslední nová prodejna SPAR v pražském obchodním a kancelářském komplexu Florentinum a čtyři dny poté bylo oznámeno, že české obchody SPAR a INTERSPAR koupí skupina Ahold, provozující řetězec Albert. Podle vedení Aholdu za neúspěchem sítě SPAR na českém trhu stálo především to, že byla příliš malá. Za 36 hypermarketů a 14 supermarketů Ahold zaplatil 5,2 mld. Kč.
Podmínkou antimonopolního úřadu bylo, že se Albert zbaví dvou prodejen v Táboře a po jedné v České Lípě, Litoměřicích a Třebíči. V České Lípě prodal supermarket SPAR v Děčínské ulici, na jehož místě vznikla Billa, v ostatních městech se zbavil vlastních prodejen. První prodejnou, která se změnila na Albert, se v září 2014 stal supermarket SPAR v Praze-Jahodnici. Jako poslední přeměnou prošel hypermarket v Ostravě-Porubě, a to v březnu 2015.
K 1. lednu 2015 se nástupnickou společností firmy SPAR Česká obchodní společnost s.r.o. stal AHOLD Czech Republic, a.s. Od února 2015 byla firma v likvidaci, po jejím dokončení v prosinci 2016 byla vymazána z obchodního rejstříku. Rakouský SPAR však nadále v Česku provozoval řetězec prodejen se sportovními potřebami Hervis, a to až do roku 2022, kdy rovněž skončil kvůli špatným ekonomickým výsledkům. Většinovým majitelem obchodního centra EUROPARK je potom od roku 2019 česká developerská společnost DBK Praha.
| Kraj            | Prodejny INTERSPAR                                                       | Prodejny SPAR                                                     | Celkem |
| --------------- | ------------------------------------------------------------------------ | ----------------------------------------------------------------- | ------ |
| Jihočeský       | České Budějovice, Tábor                                                  | –                                                                 | 2      |
| Jihomoravský    | Brno (Cejl, Galerie Vaňkovka, Vídeňská), Znojmo                          | Brno (Letmo)                                                      | 5      |
| Karlovarský     | Cheb, Karlovy Vary                                                       | –                                                                 | 2      |
| Královéhradecký | Hradec Králové                                                           | –                                                                 | 1      |
| Liberecký       | Česká Lípa, Jablonec nad Nisou, Liberec                                  | Česká Lípa (2)                                                    | 5      |
| Moravskoslezský | Frýdek-Místek, Nový Jičín, Ostrava (Dubina, Poruba)                      | Opava                                                             | 5      |
| Olomoucký       | Olomouc (Šantovka), Prostějov                                            | –                                                                 | 2      |
| Pardubický      | Pardubice                                                                | –                                                                 | 1      |
| Plzeňský        | Plzeň (Rokycanská)                                                       | –                                                                 | 1      |
| Praha           | Arkády Pankrác, EUROPARK, Galerie Harfa, Park Hostivař, Metropole Zličín | BB Centrum, Florentinum, Jahodnice, Lhotka, Letňany, náměstí Míru | 11     |
| Středočeský     | Mladá Boleslav (2)                                                       | Říčany                                                            | 3      |
| Ústecký         | Bílina, Litoměřice, Most, Teplice                                        | Teplice (Fontána)                                                 | 5      |
| Vysočina        | Jihlava, Třebíč                                                          | Třebíč                                                            | 3      |
| Zlínský         | Staré Město, Zlín                                                        | Kroměříž                                                          | 3      |
| Celkem          | 35                                                                       | 14                                                                | 49     |

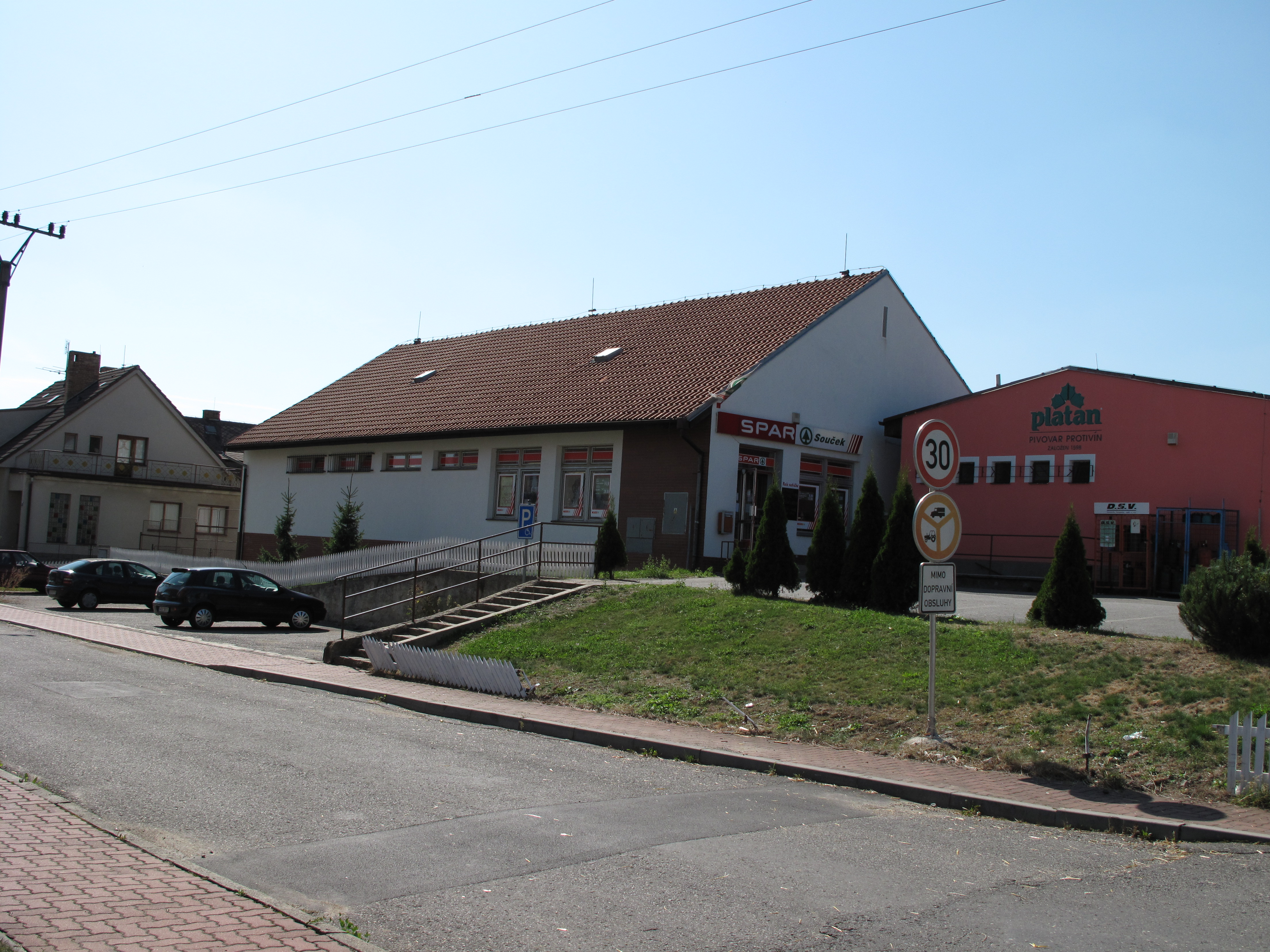
Franšízová samoobsluha SPAR v Čížové u Písku (2009)
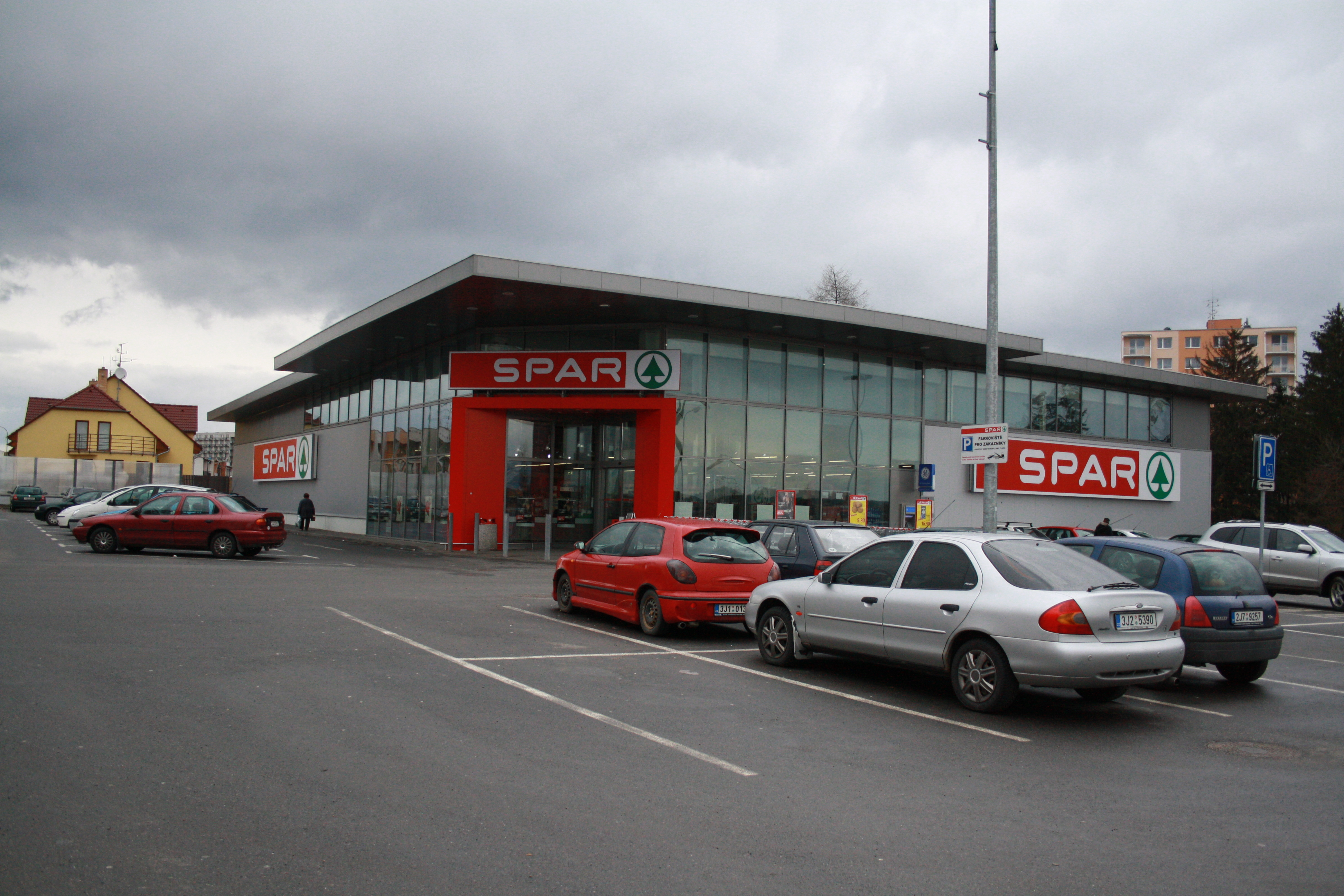
SPAR v Třebíči (2009)
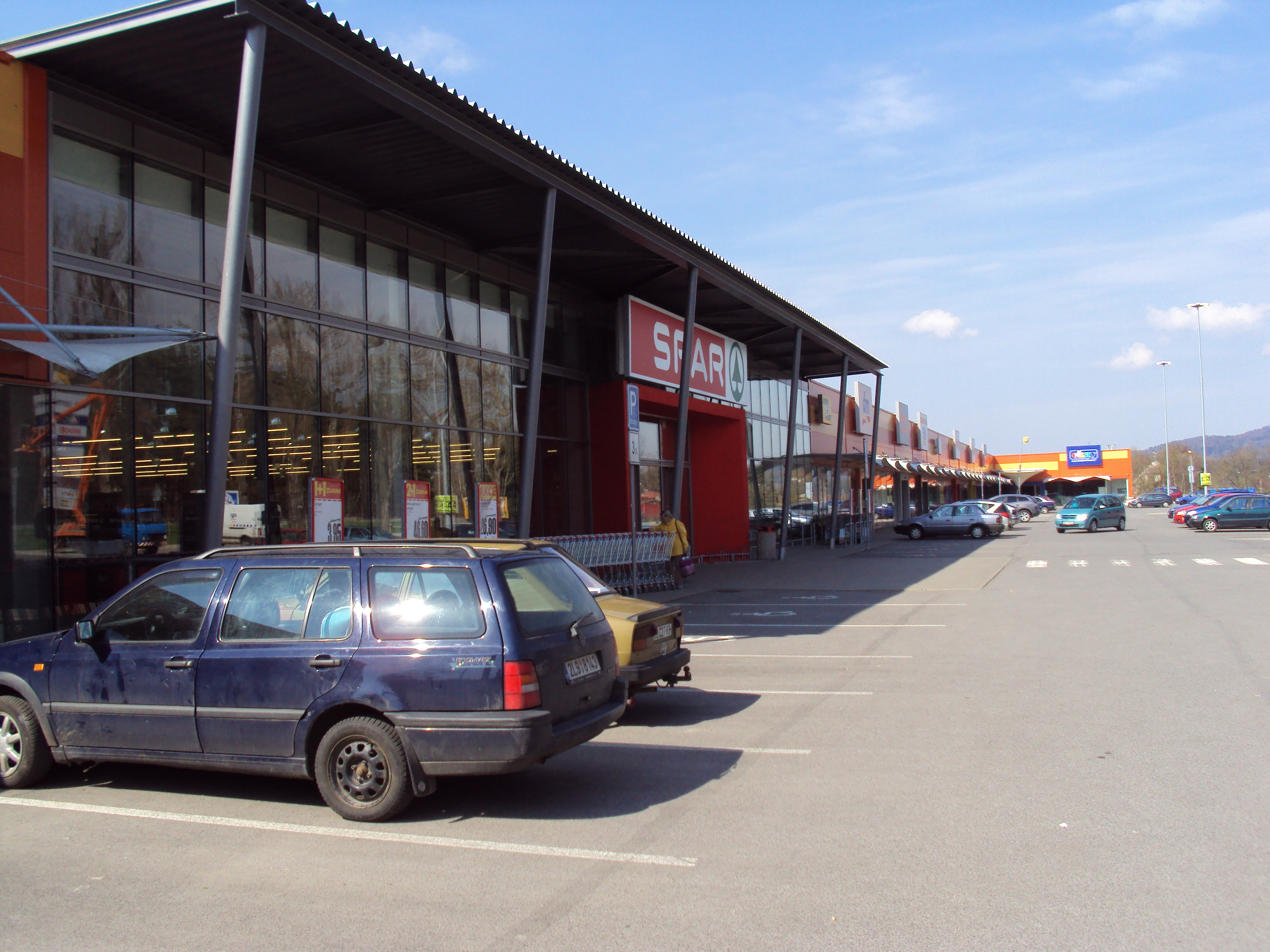
SPAR v České Lípě (2010)
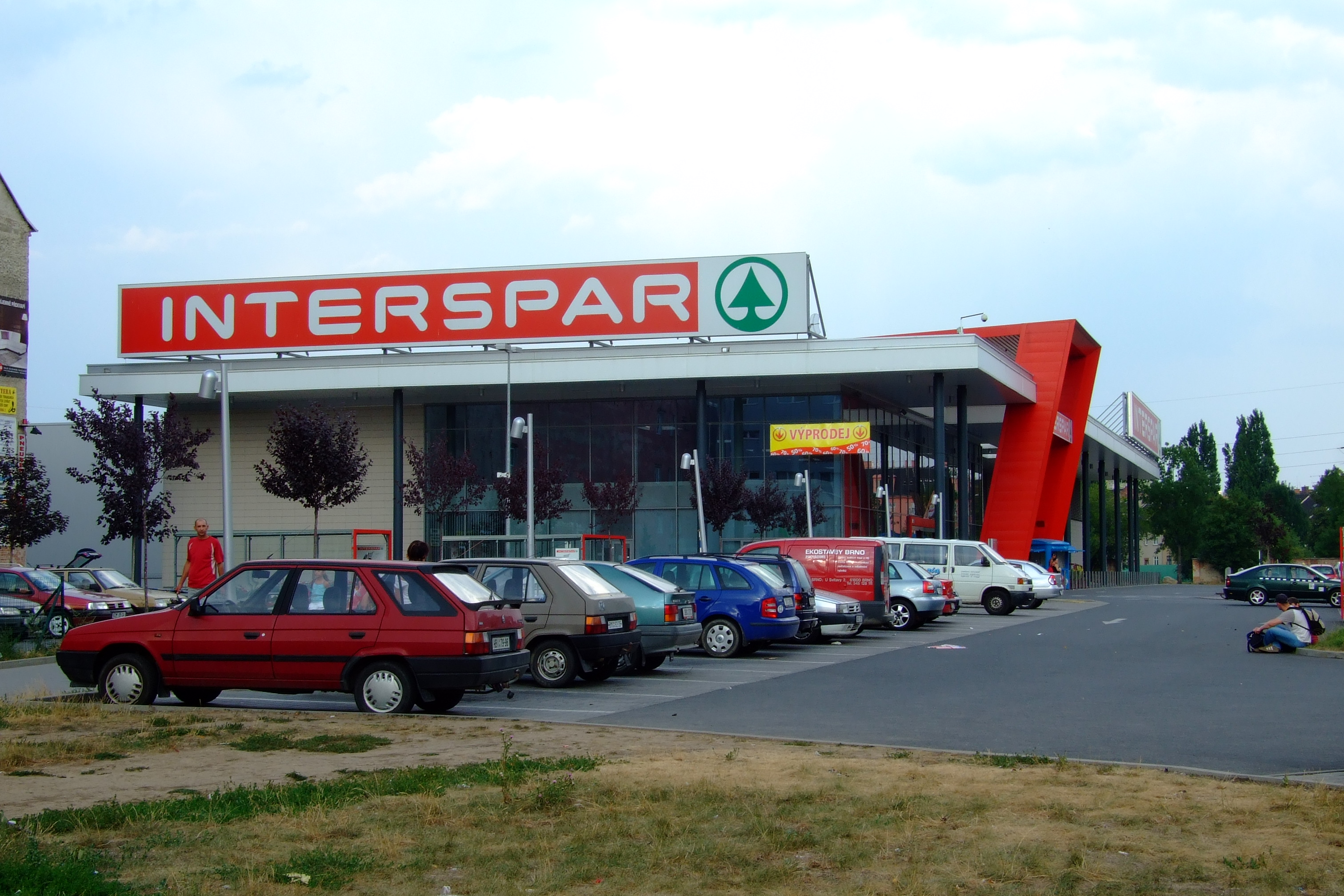
Interspar v Brně (2012)
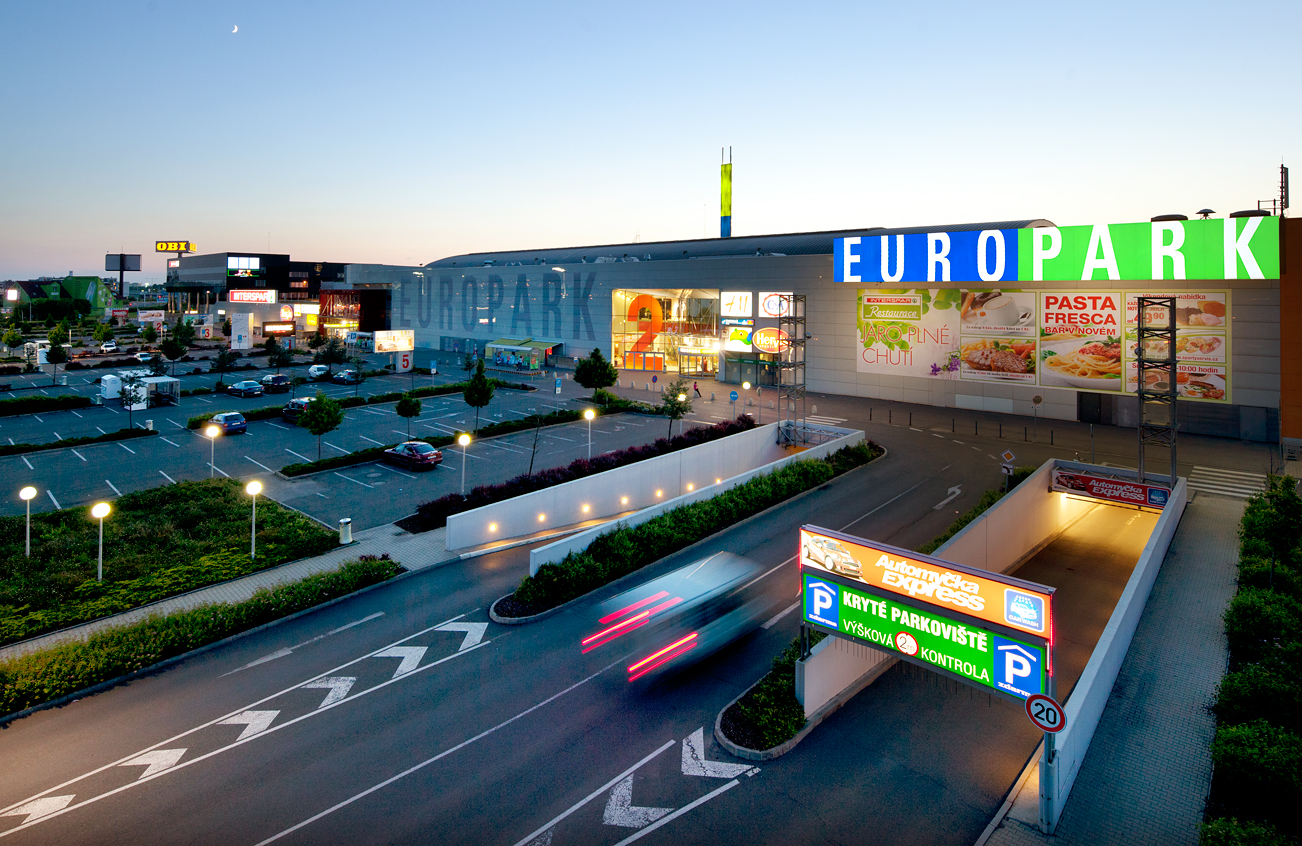
Obchodní centrum EUROPARK v Praze-Štěrboholech (2013)
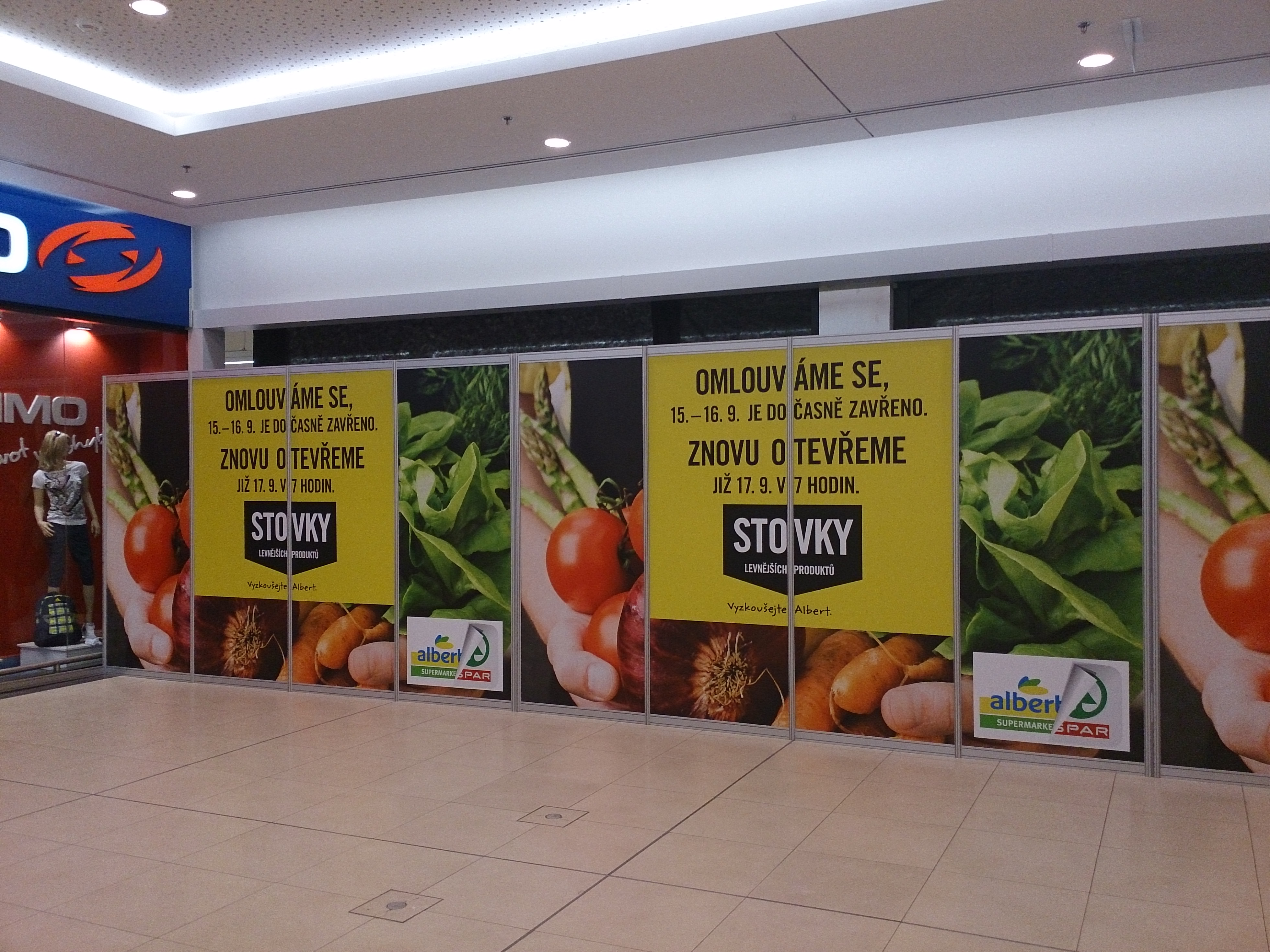
Přestavba prodejny SPAR v Teplicích na Albert Supermarket (2014)

## SPAR ve světě

Obchody značky SPAR ke konci roku 2021 fungovaly ve 48 zemích světa napříč čtyřmi kontinenty. Celkově měl SPAR ve světě 13 623 prodejen různých velikostí, jejichž tržby souhrnně dosahovaly 41,2 mld. eur. Největší obrat měl řetězec v Rakousku, kde za rok 2021 utržil asi 8,6 mld. €, následovala Jihoafrická republika (5,3 mld. €), Itálie (4,0 mld. €), Spojené království (3,7 mld. €) a Maďarsko (2,4 mld. €).

### Evropa
V Evropě se nachází přibližně 12 tis. prodejen SPAR, které dohromady generují cca tři čtvrtiny celosvětových tržeb řetězce. Prodejny SPAR v Evropě mají nejmenší průměrnou prodejní plochu (v západní Evropě 404 m2, ve střední a východní 661 m2) a zároveň největší tržby na plochu (západní Evropa 6 421 €/m2, střední a východní 5 282 €/m2).
Prodejny SPAR se nacházejí nebo nacházely ve většině evropských zemí. Významným držitelem licence SPAR je v Evropě společnost ASPIAG (Austria SPAR International AG), která provozuje prodejny SPAR v Chorvatsku, Maďarsku, Slovinsku a na severu Itálie (do roku 2014 také v Česku). V části Anglie, v Irsku, Polsku a Švýcarsku prodejny SPAR provozuje jihoafrická SPAR Group. Silnou pozici má SPAR v Rakousku, kde je s 36% podílem na trhu největším tamním řetězcem. Méně úspěšný byl SPAR v Německu, kde se dostal do finančních problémů a v roce 2005 byl koupen řetězcem Edeka. Edeka nyní provozuje pouze prodejny SPAR Express.
Na jaře 2022 ukrajinský ministr zahraničí Dmytro Kuleba vyzval k bojkotu řetězce SPAR kvůli tomu, že řetězec nadále podniká v Rusku i přes ruskou invazi na Ukrajinu. Zatím poslední evropskou zemí, kam SPAR expandoval, se v srpnu 2022 stalo Lotyšsko, kde první prodejna vznikla ve městě Saldus. SPAR již dříve ve státech Pobaltí podnikal, místní držitel licence však v roce 2001 zkrachoval a síť převzaly jiné řetězce.
| Země               | Rok vstupu | Počet prodejen | Obrat (mil. €) |
| ------------------ | ---------- | -------------- | -------------- |
| Albánie            | 2016       | 66             | 74,6           |
| Ázerbájdžán        | 2014       | 11             | 26,1           |
| Belgie             | 1947       | 317            | 1 241,9        |
| Bělorusko          | 2016       | 6              | 22,9           |
| Dánsko             | 1954       | 135            | 607,8          |
| Francie            | 1955       | 898            | 1 121,3        |
| Gruzie             | 2014       | 321            | 159,2          |
| Chorvatsko         | 2004       | 125            | 792,6          |
| Irsko              | 1963       | 456            | 1 516,4        |
| Itálie             | 1959       | 1 374          | 3 997,3        |
| Kosovo             | 2019       | 4              | 5,5            |
| Kypr               | 2017       | 3              | 18,4           |
| Maďarsko           | 1992       | 614            | 2 431,8        |
| Malta              | 2016       | 5              | 23,0           |
| Německo            | 1953       | 336            | 81,9           |
| Nizozemsko         | 1932       | 453            | 828,7          |
| Norsko             | 1984       | 292            | 1 702,4        |
| Polsko             | 1995       | 225            | 385,3          |
| Portugalsko        | 2006       | 140            | 115,1          |
| Rakousko           | 1954       | 1 519          | 8 559,9        |
| Rusko              | 2000       | 439            | 2 133,1        |
| Řecko              | 2018       | 32             | 42,3           |
| Slovinsko          | 1992       | 132            | 965,6          |
| Spojené království | 1956       | 2 512          | 3 692,3        |
| Španělsko          | 1959       | 1 269          | 1 768,0        |
| Švýcarsko          | 1989       | 251            | 613,3          |
| Ukrajina           | 2001       | 76             | 58,7           |
| Celkem             |            | 12 011         | 32 985,4       |

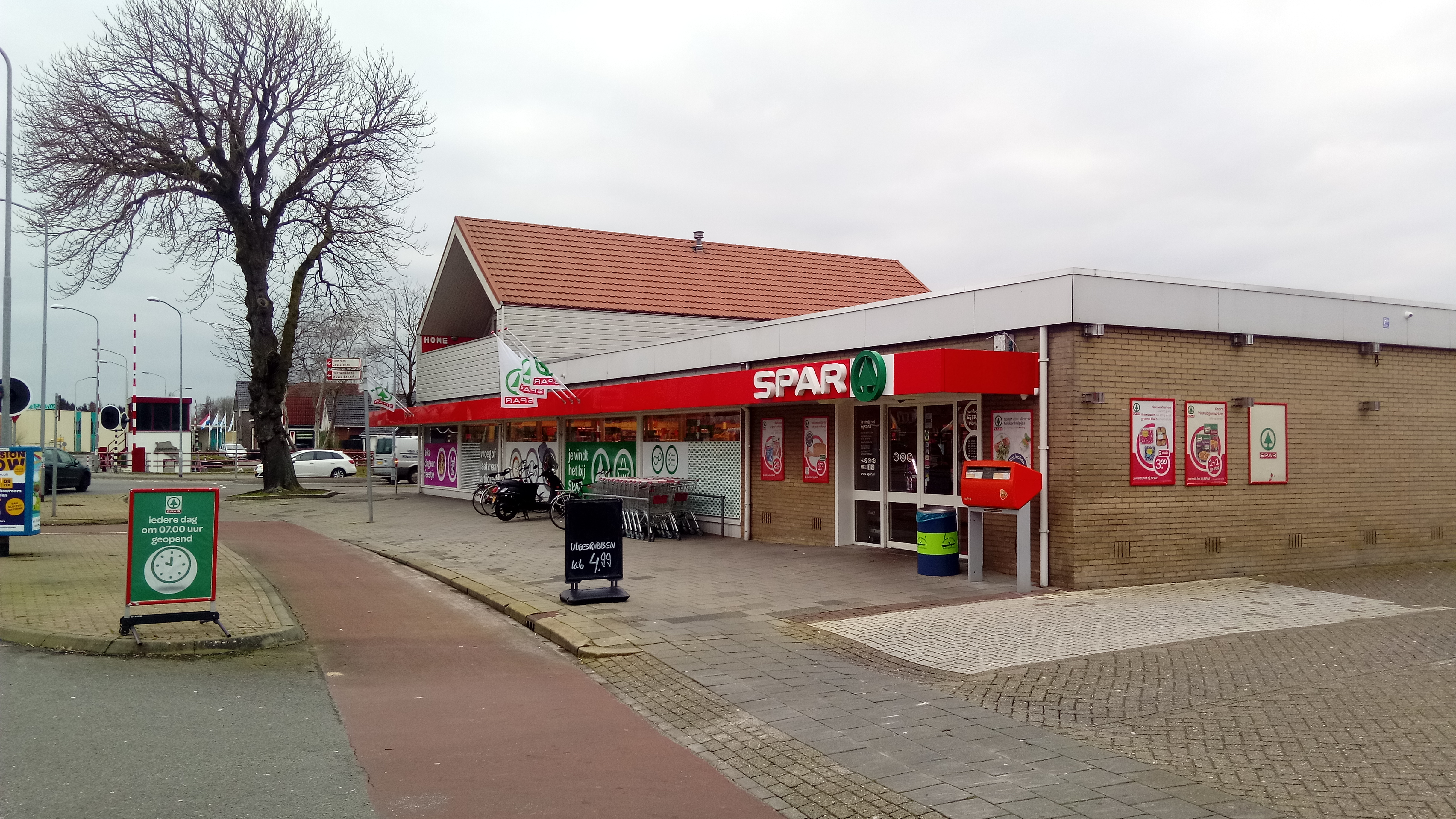
SPAR ve městě Stadskanaal v nizozemské provincii Groningen
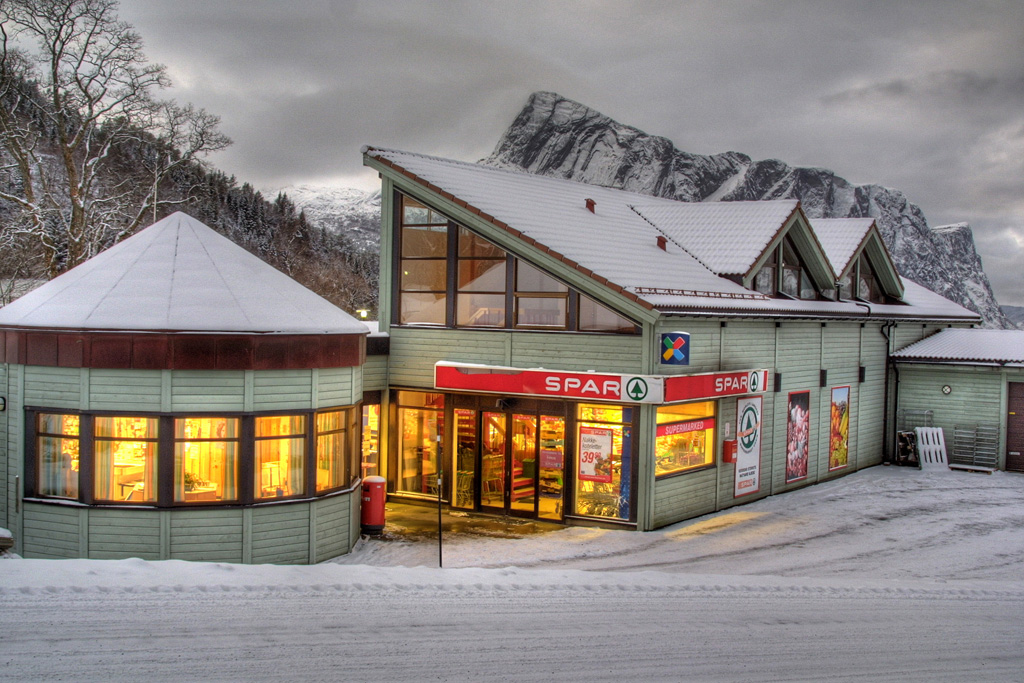
SPAR v obci Hyllestad v norském kraji Vestland
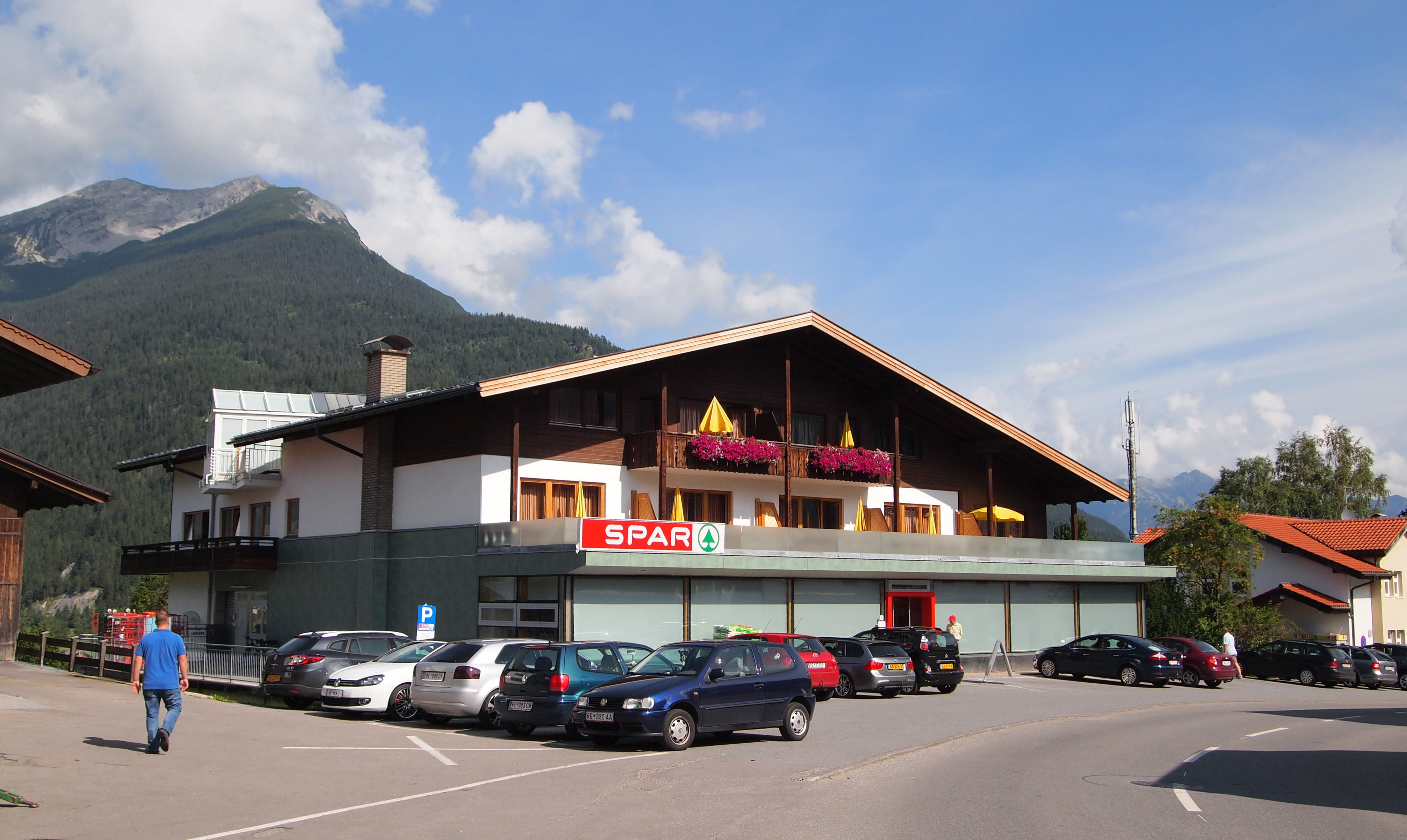
SPAR v obci Ehrwald v Tyrolsku
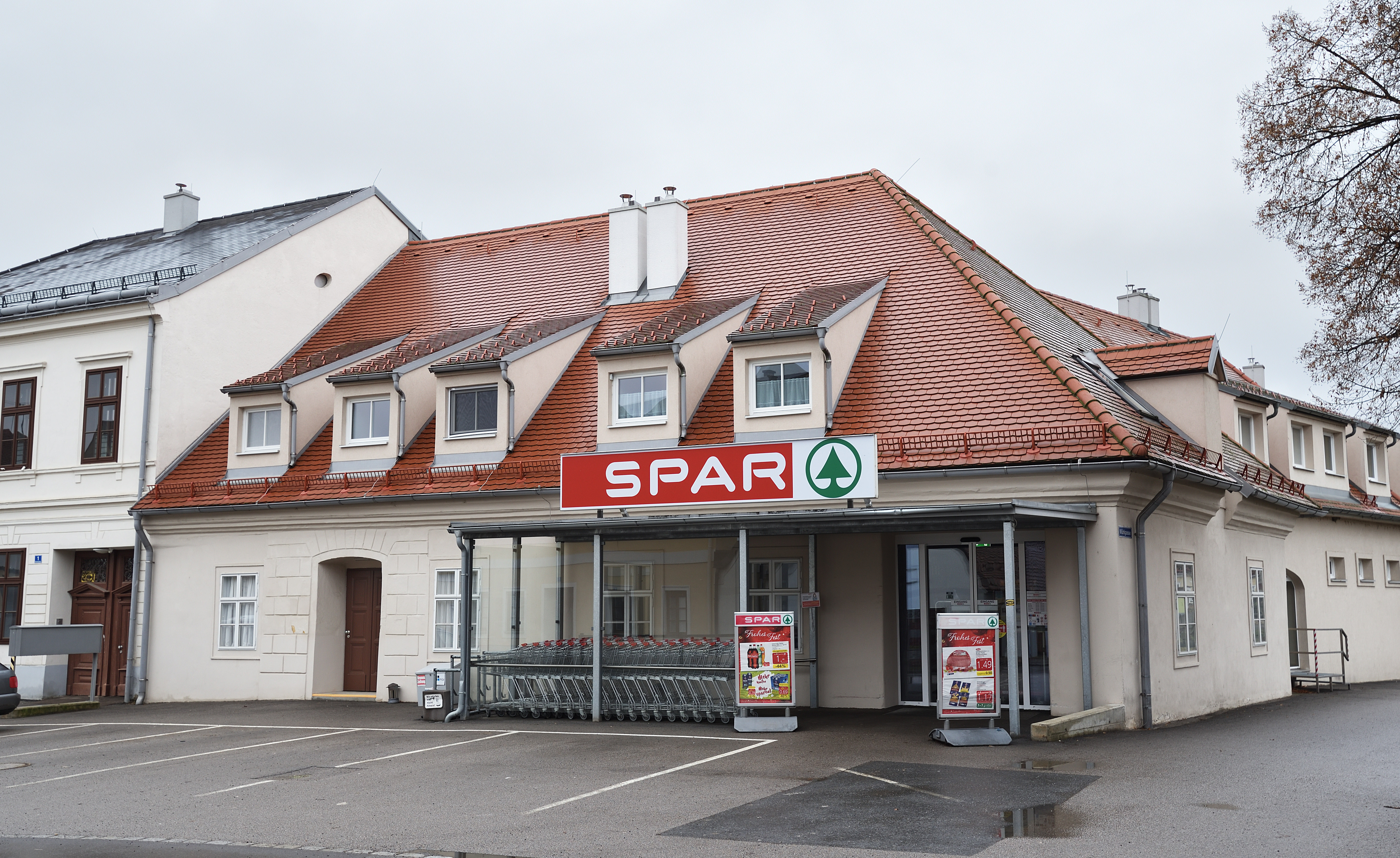
SPAR ve městě Pulkau v Dolním Rakousku
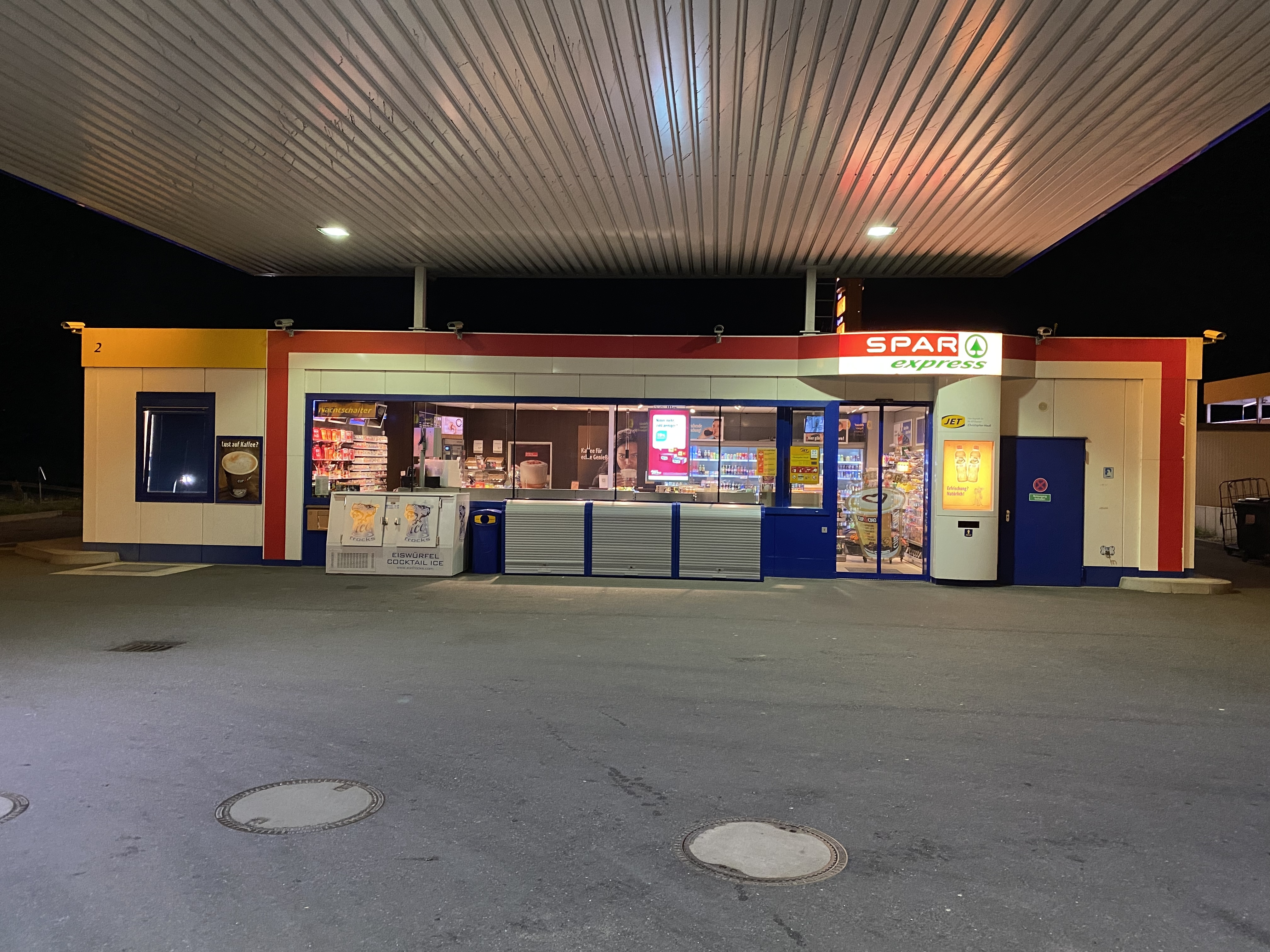
SPAR Express na čerpací stanici ve Frankfurtu nad Mohanem
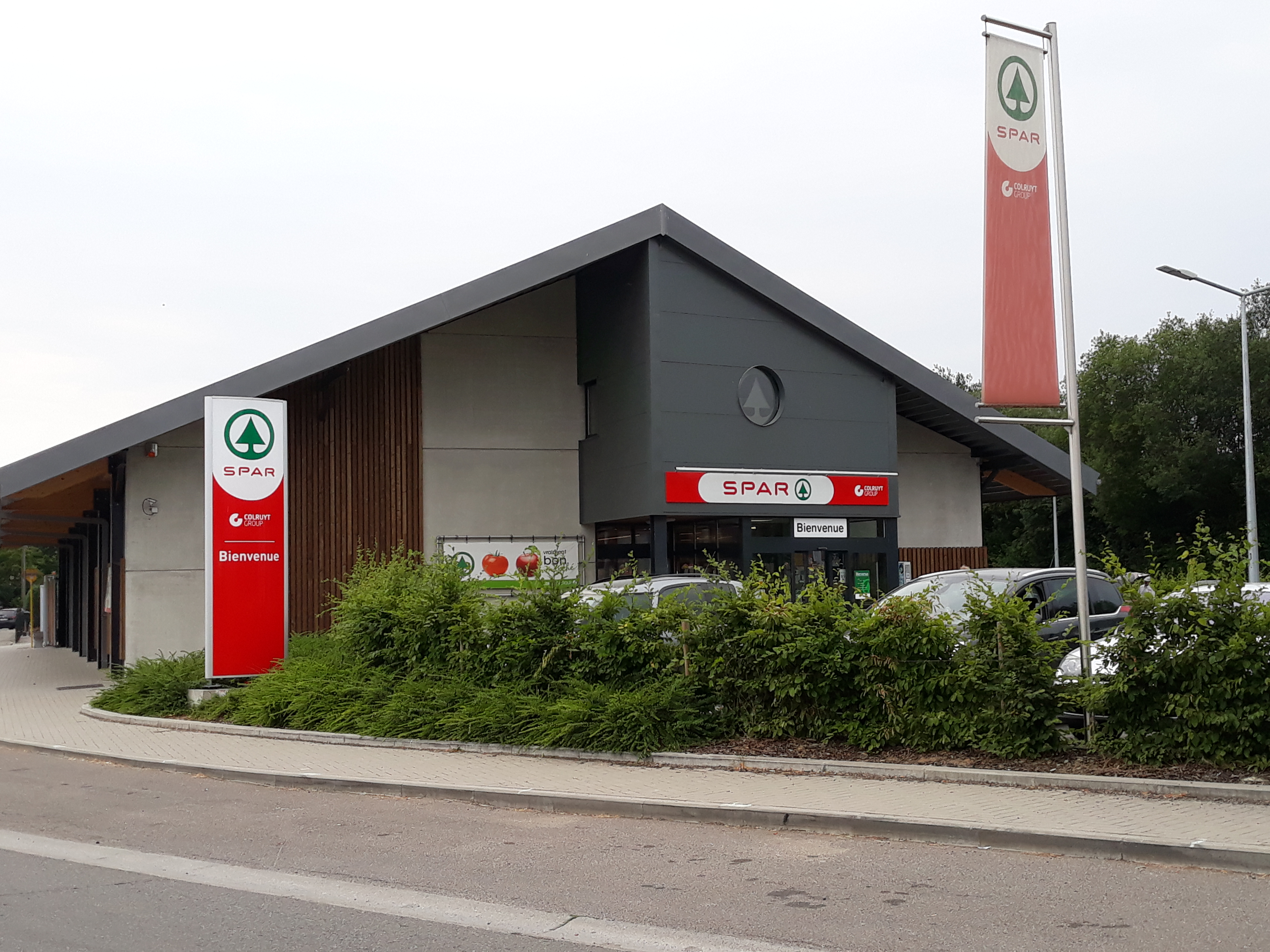
SPAR v okrese Huy v Belgii
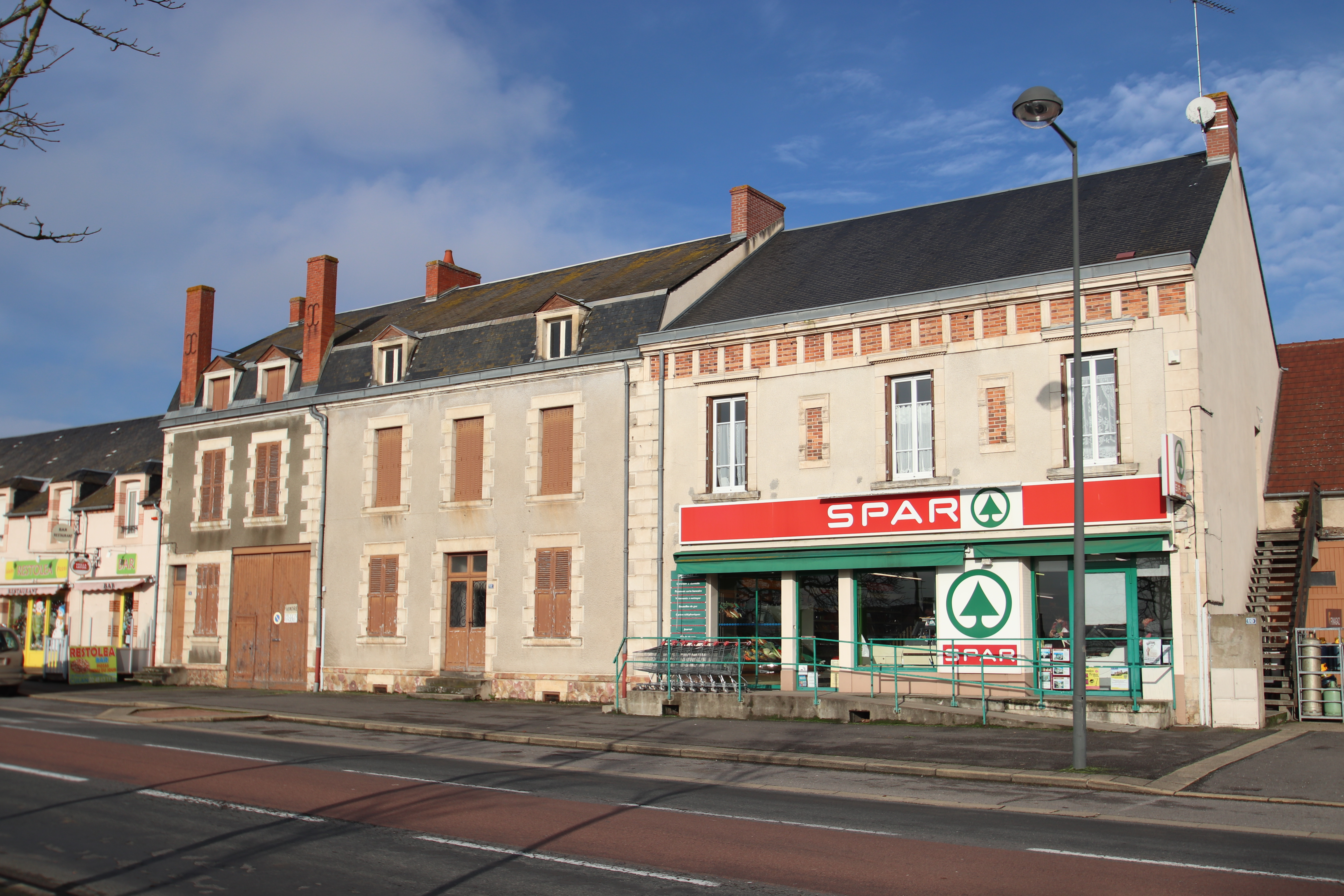
SPAR ve městě Culan ve francouzském deparmentu Cher
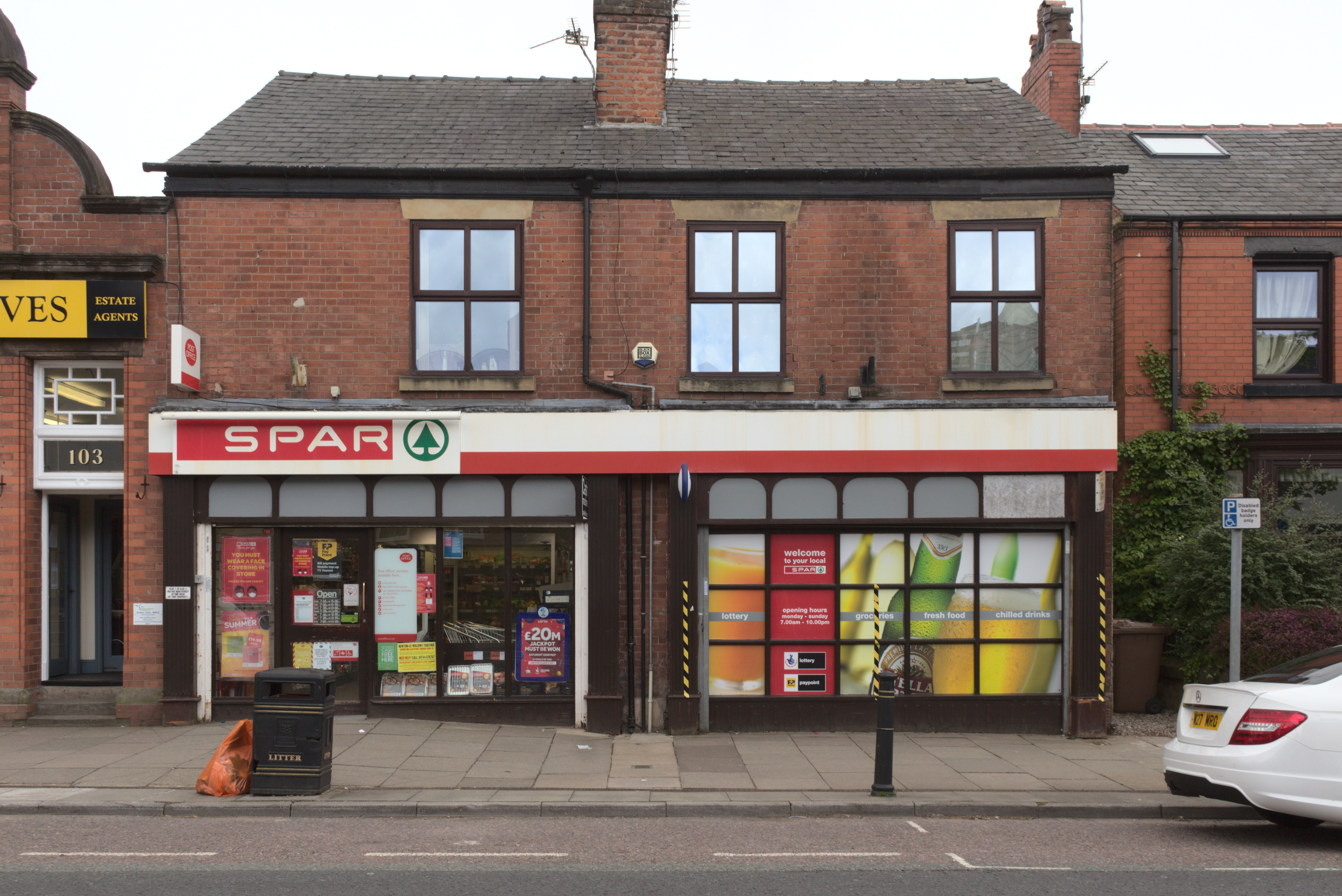
SPAR ve městě Newton-le-Willows v anglickém hrabství Severní Yorkshire
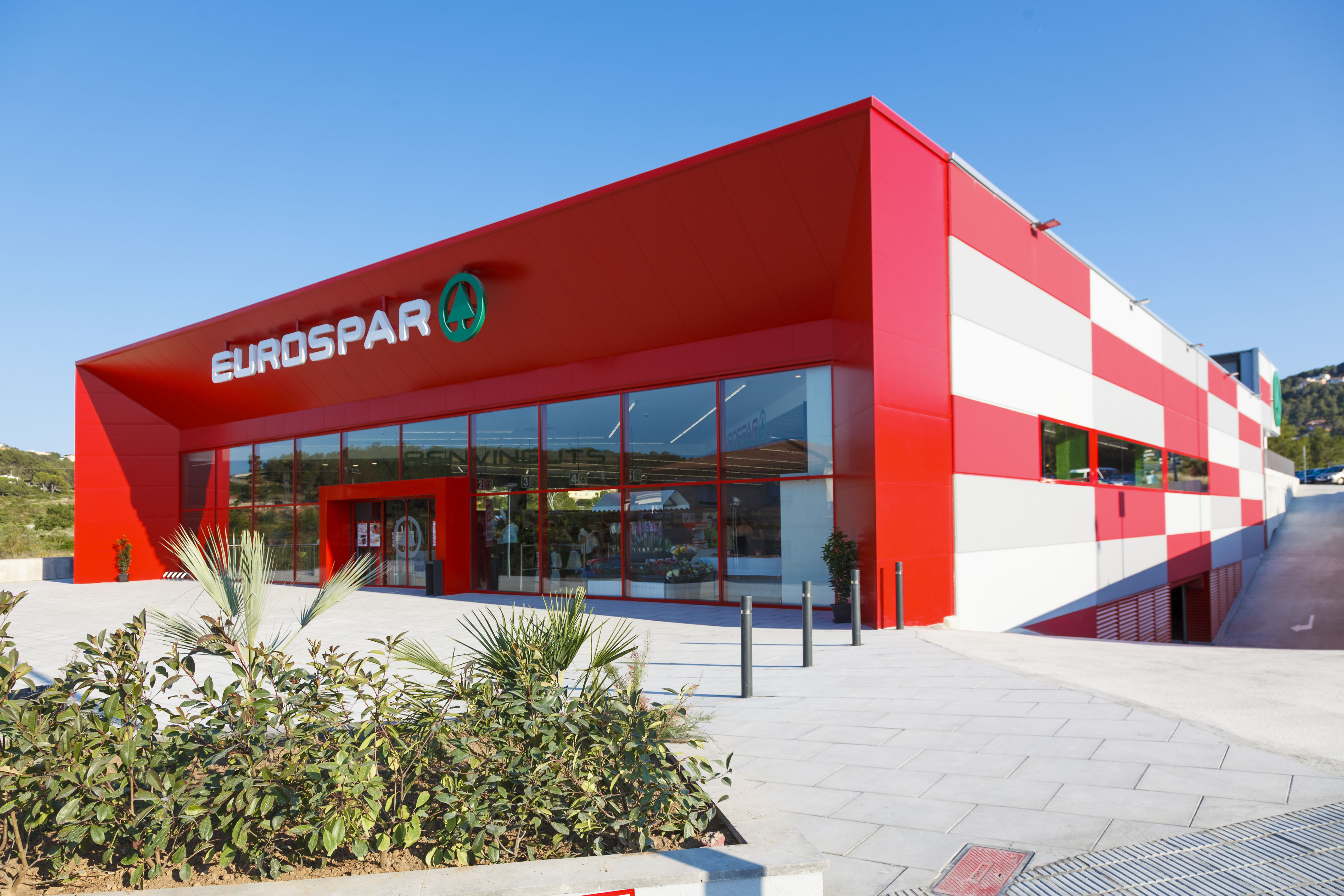
EUROSPAR ve městě Canyelles v Katalánsku
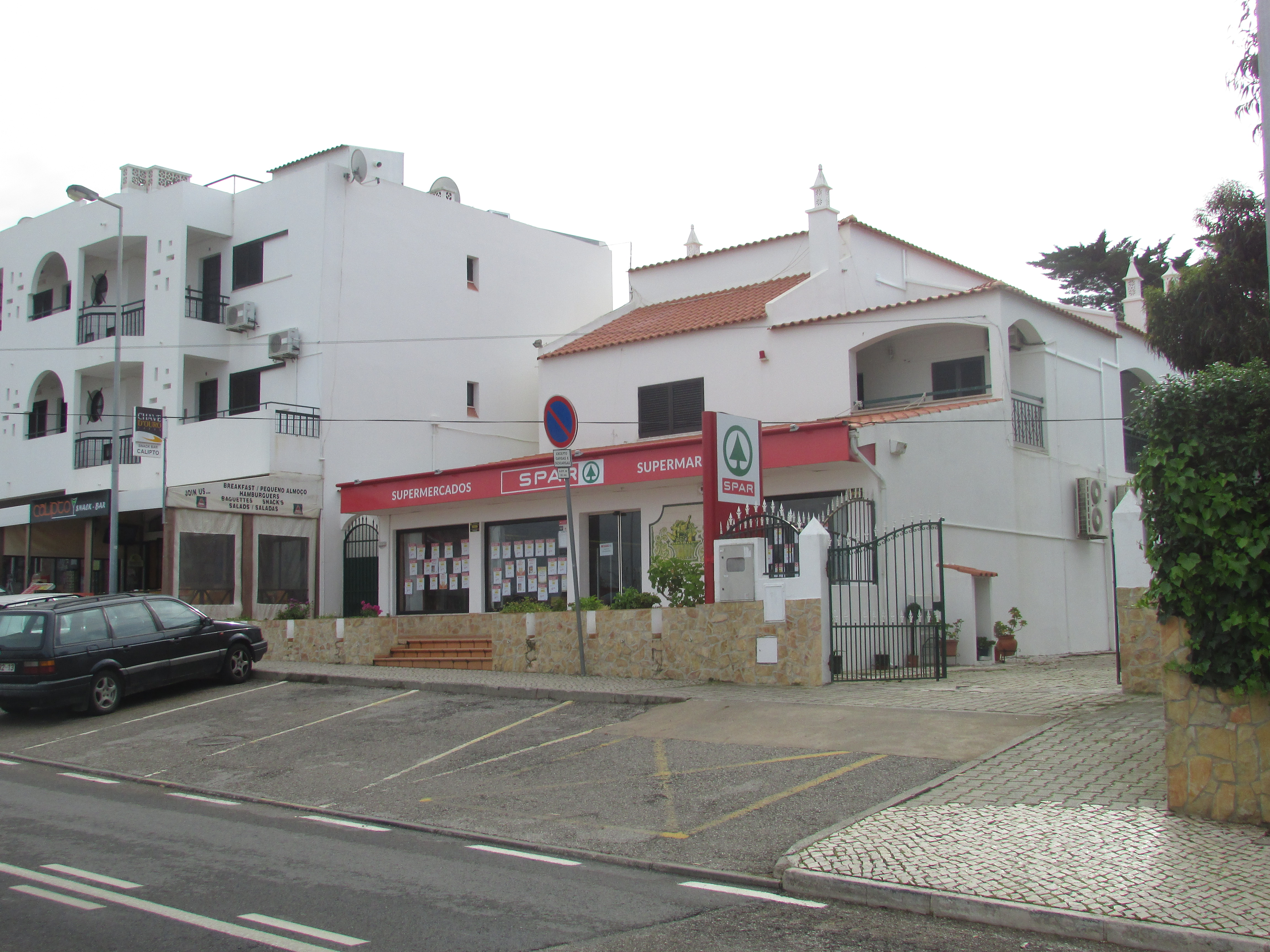
SPAR ve městě Albufeira v portugalském regionu Algarve
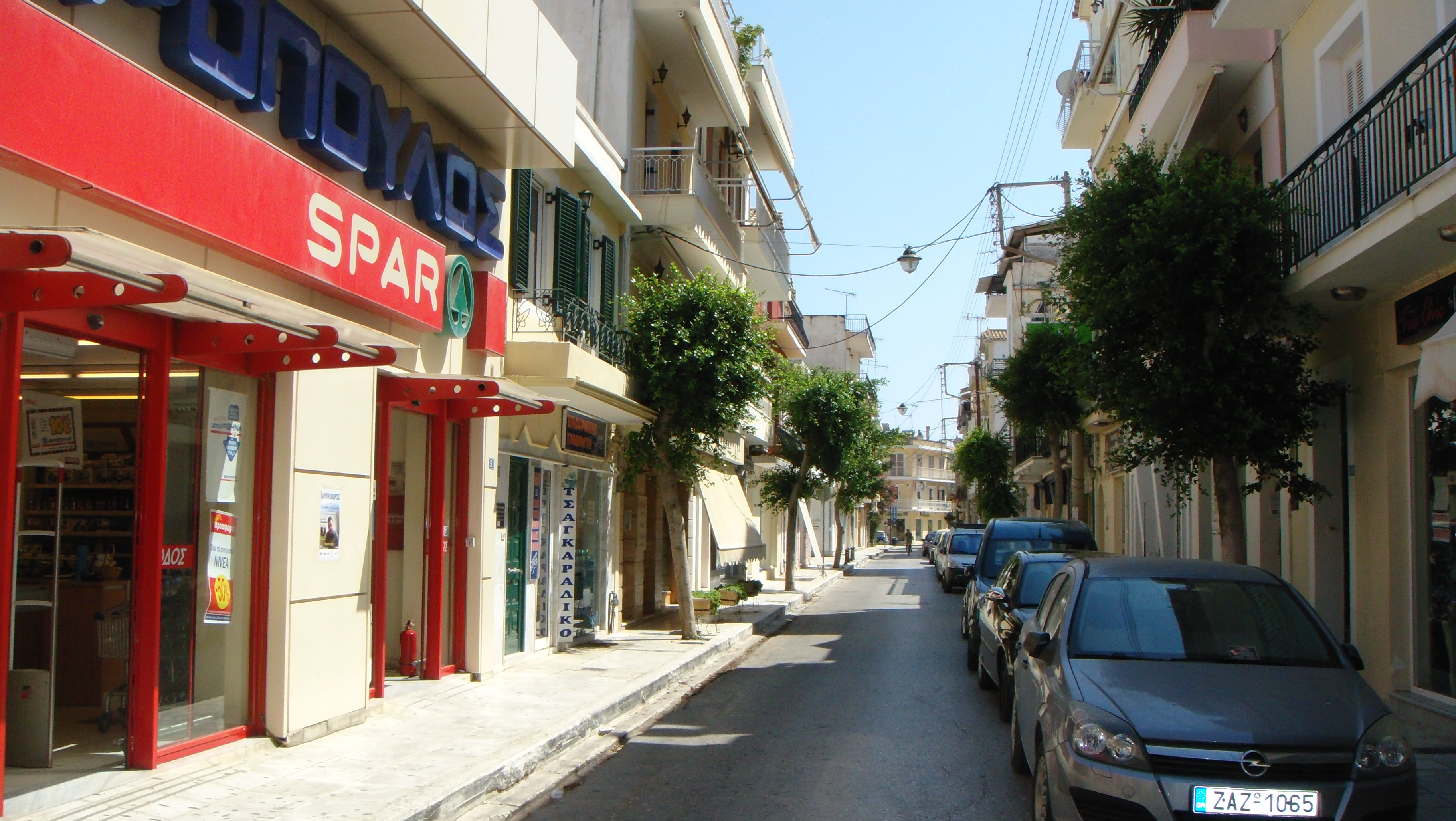
SPAR ve městě Zakynthos v Řecku
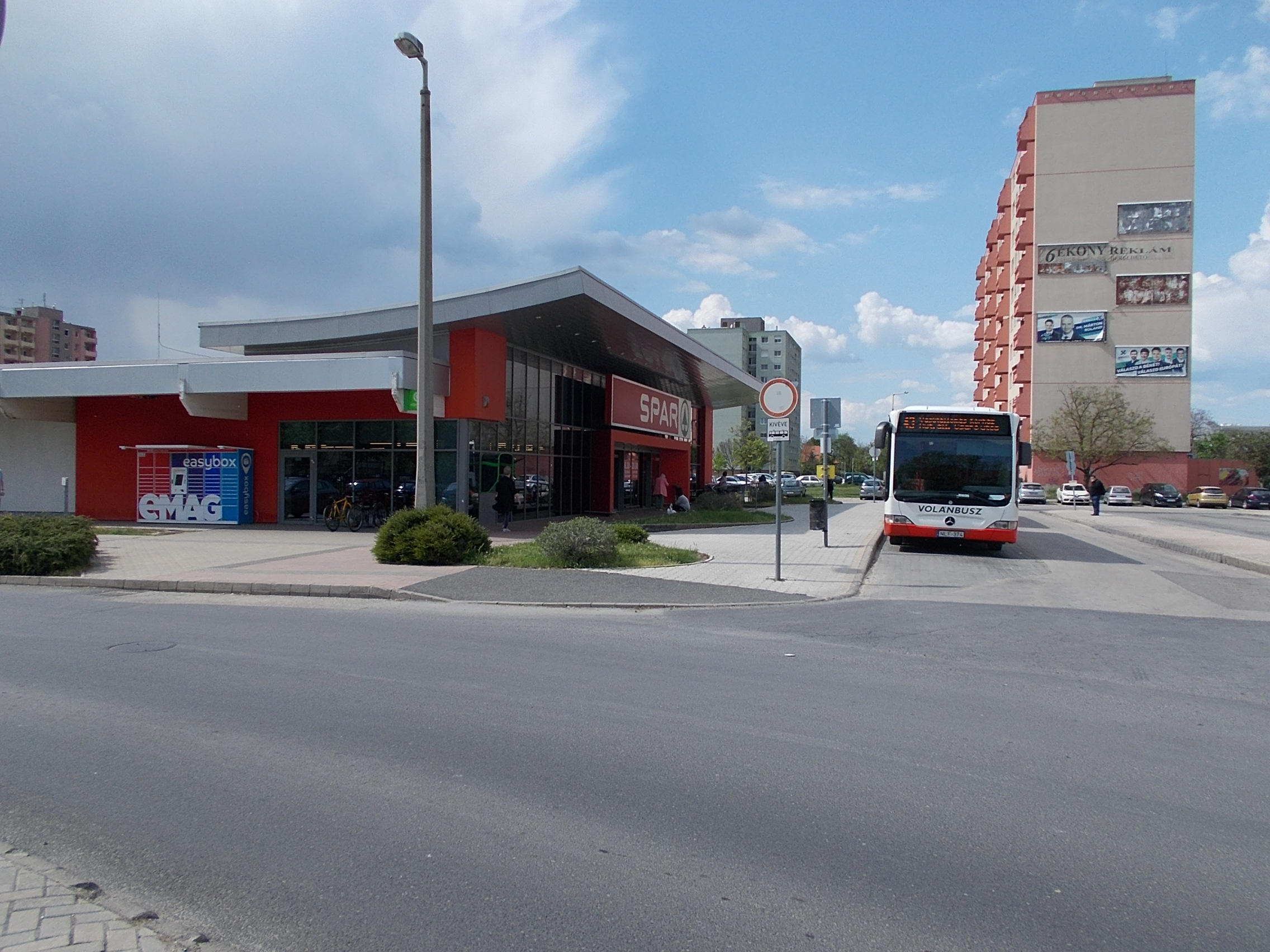
SPAR na sídlišti v maďarském městě Székesfehérvár
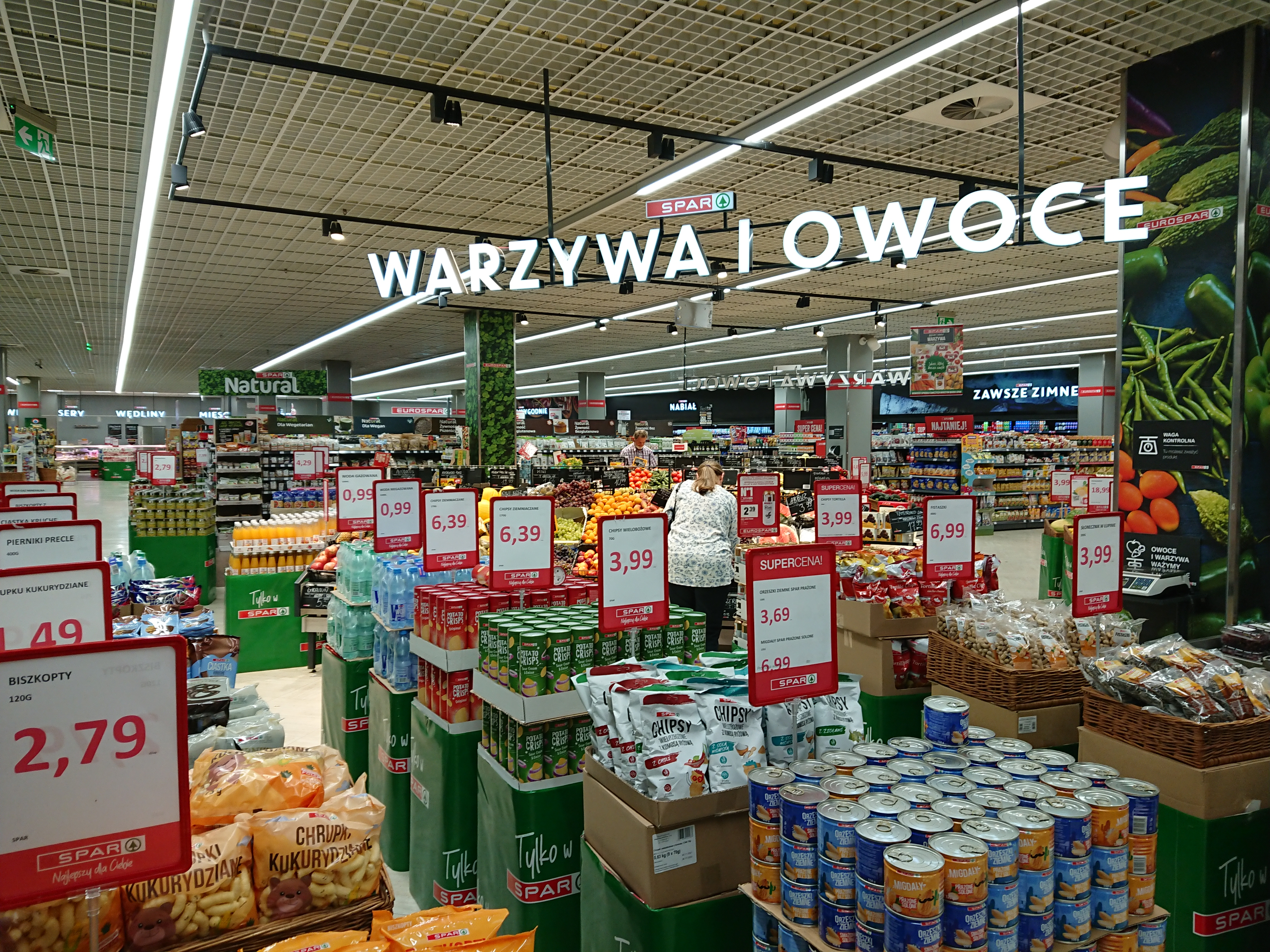
Interiér prodejny EUROSPAR v Gdyni v Polsku
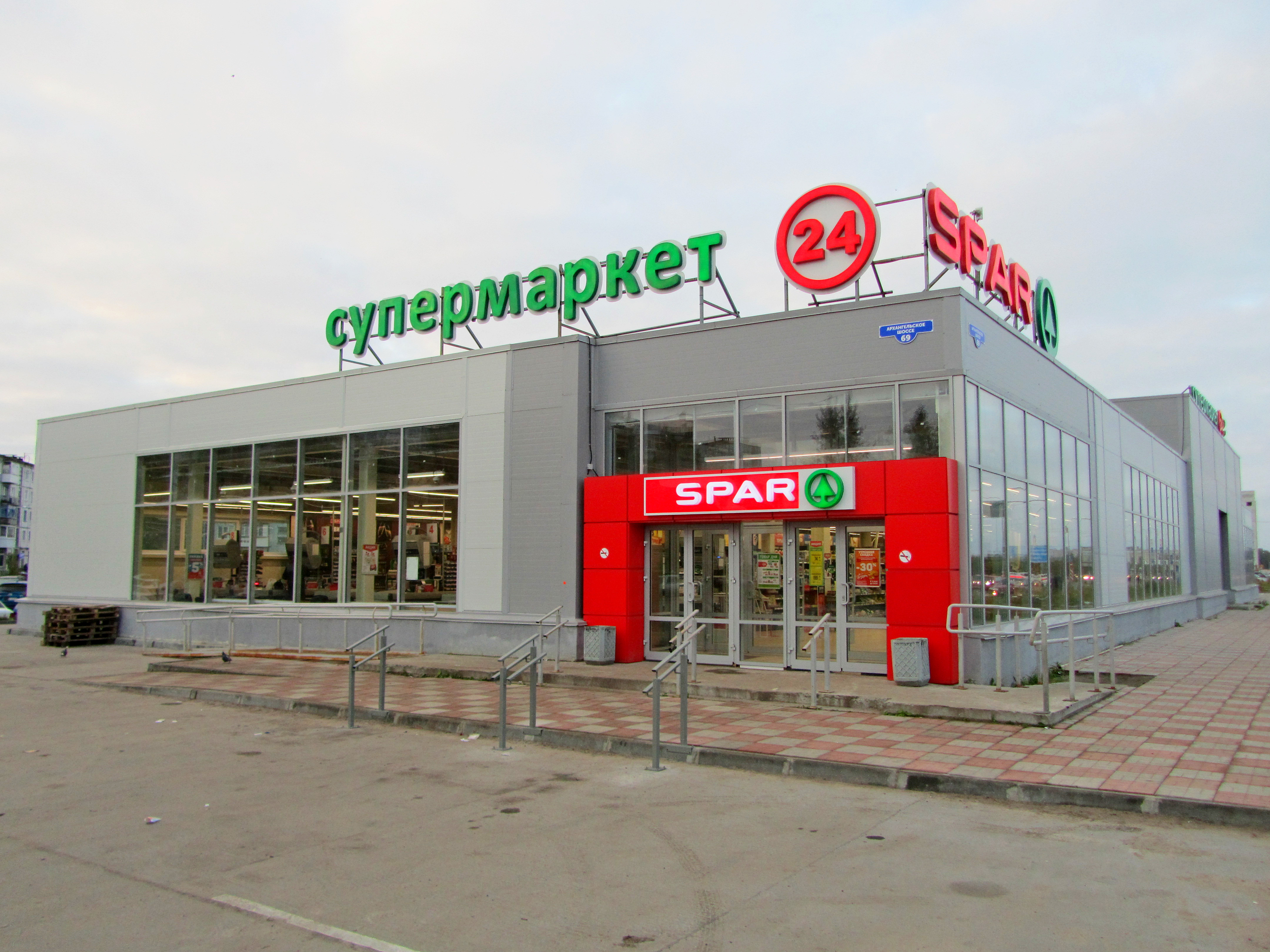
SPAR v Severodvinsku na ruském pobřeží Bílého moře
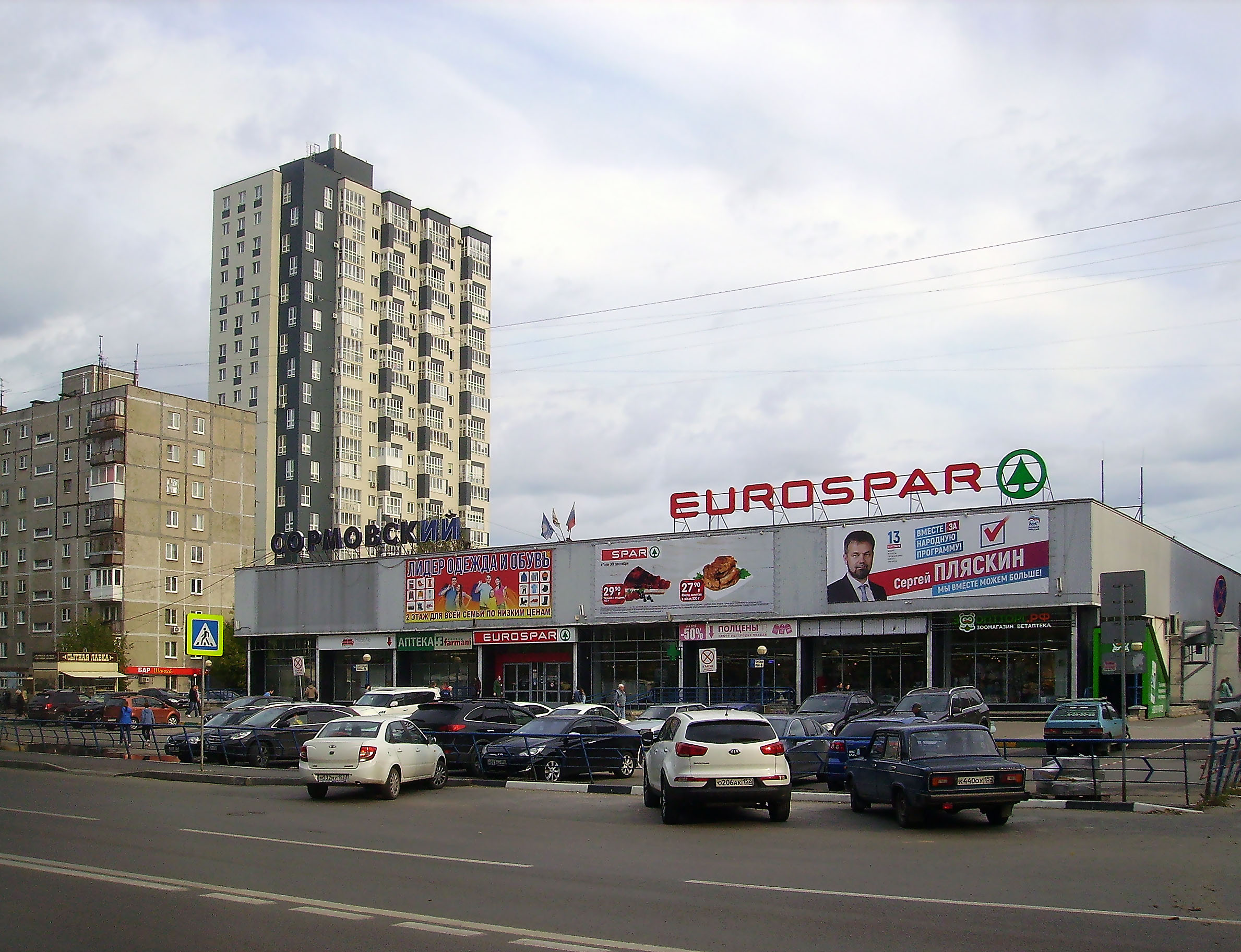
EUROSPAR v Nižním Novgorodu

### Afrika a Blízký východ

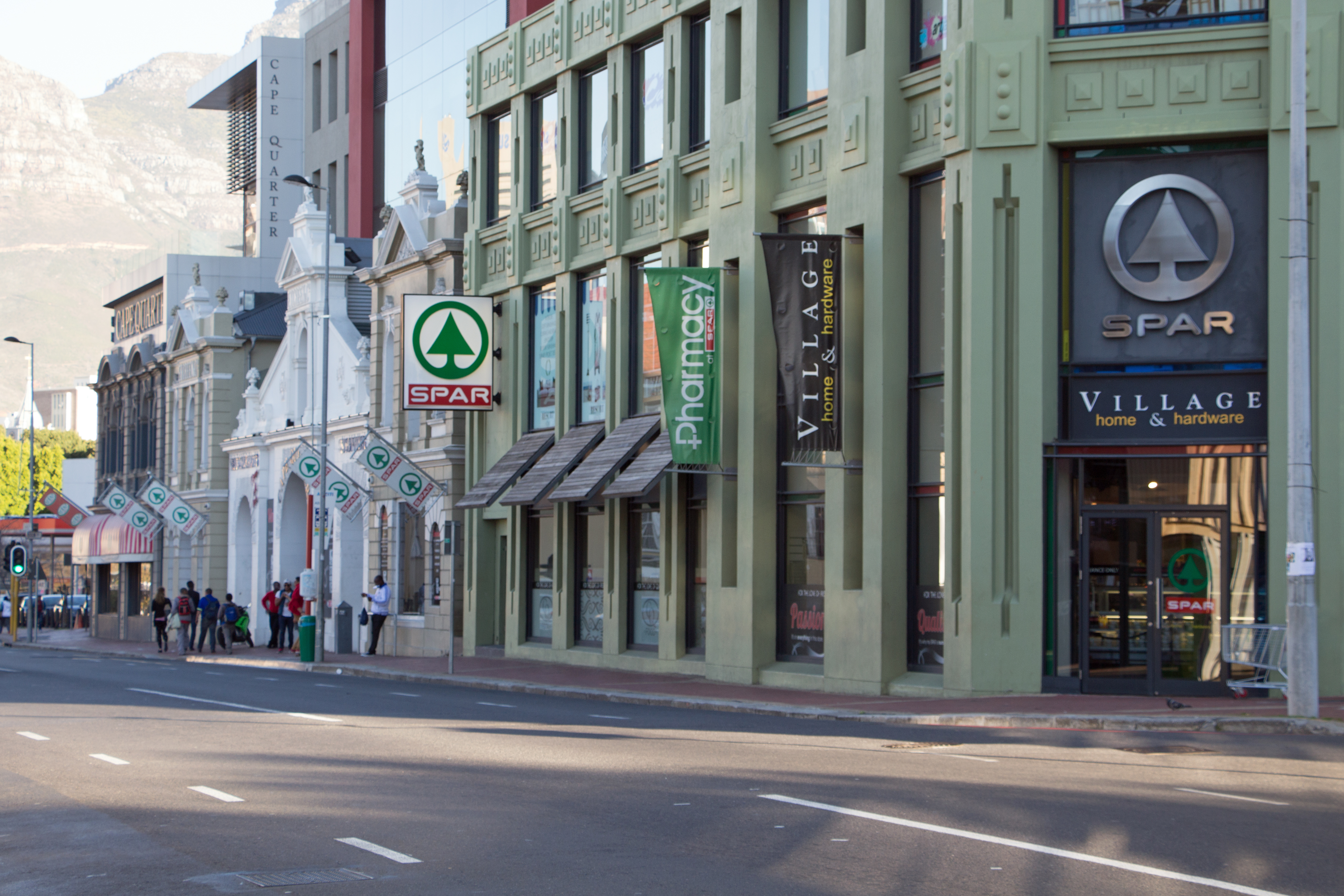
SPAR v Kapském Městě

První zemí mimo Evropu, kde vznikly prodejny SPAR, se v roce 1963 stala Jihoafrická republika. Jihoafrická SPAR Group je držitelem licence SPAR nejen v dalších zemích na jihu Afriky, ale také v Irsku a jihovýchodní Anglii, ve Švýcarsku, v Polsku a na Srí Lance. V 10. letech 21. století byla licence SPAR udělena několika provozovatelům ze zemí Arabského poloostrova. Zatím poslední zemí v regionu, kam SPAR expandoval, se v roce 2020 stala Ghana.

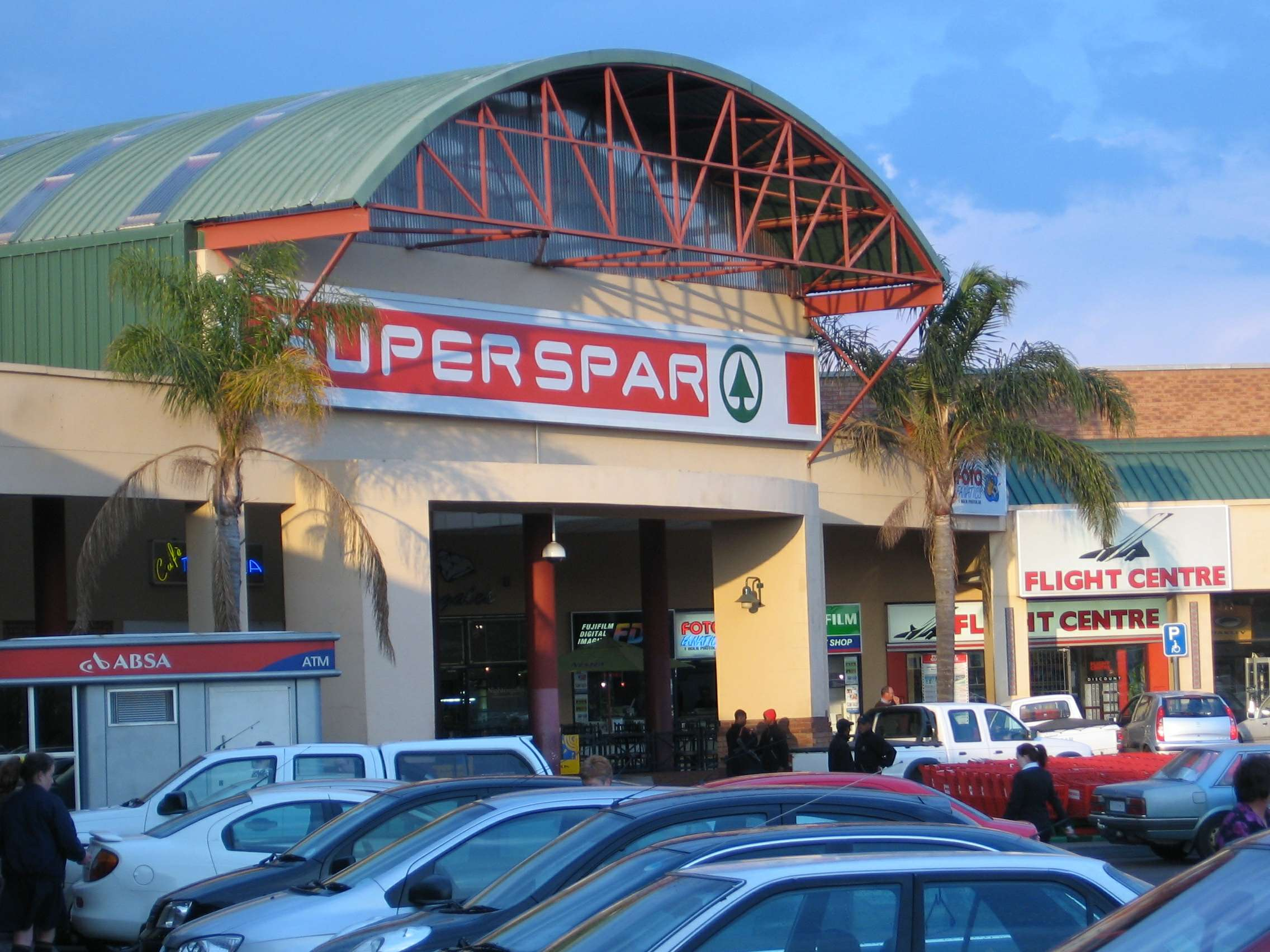
SUPERSPAR v Johannesburgu

Oproti Evropě mají prodejny SPAR v Africe a na Blízkém východě větší průměrnou prodejní plochu (1 140 m2) a o něco menší tržby na plochu (4 948 €/m2). V regionu se nachází asi 1,1 tisíce prodejen, které dohromady v roce 2021 generovaly přibližně jednu sedminu celosvětových tržeb řetězce. Prodejny formátu EUROSPAR nesou v Africe název SUPERSPAR.
| Země                    | Rok vstupu | Počet prodejen | Obrat (mil. €) |
| ----------------------- | ---------- | -------------- | -------------- |
| Botswana                | 2004       | 35             | 220,2          |
| Ghana                   | 2020       | 14             | 25,6           |
| Jižní Afrika            | 1963       | 898            | 5 295,2        |
| Kamerun                 | 2014       | 8              | 18,4           |
| Katar                   | 2015       | 4              | 47,7           |
| Malawi                  | 2014       | 7              | 9,9            |
| Mosambik                | 2012       | 13             | 88,8           |
| Namibie                 | 2004       | 33             | 158,6          |
| Nigérie                 | 2009       | 13             | 158,0          |
| Omán                    | 2014       | 23             | 31,5           |
| Saúdská Arábie          | 2016       | 11             | 53,0           |
| Seychely                | 2015       | 1              | 6,2            |
| Spojené arabské emiráty | 2011       | 21             | 116,6          |
| Zambie                  | 2003       | 4              | 2,4            |
| Zimbabwe                | 1969       | 39             | 110,1          |
| Celkem                  |            | 1 124          | 6 342,2        |

### Asie a Tichomoří

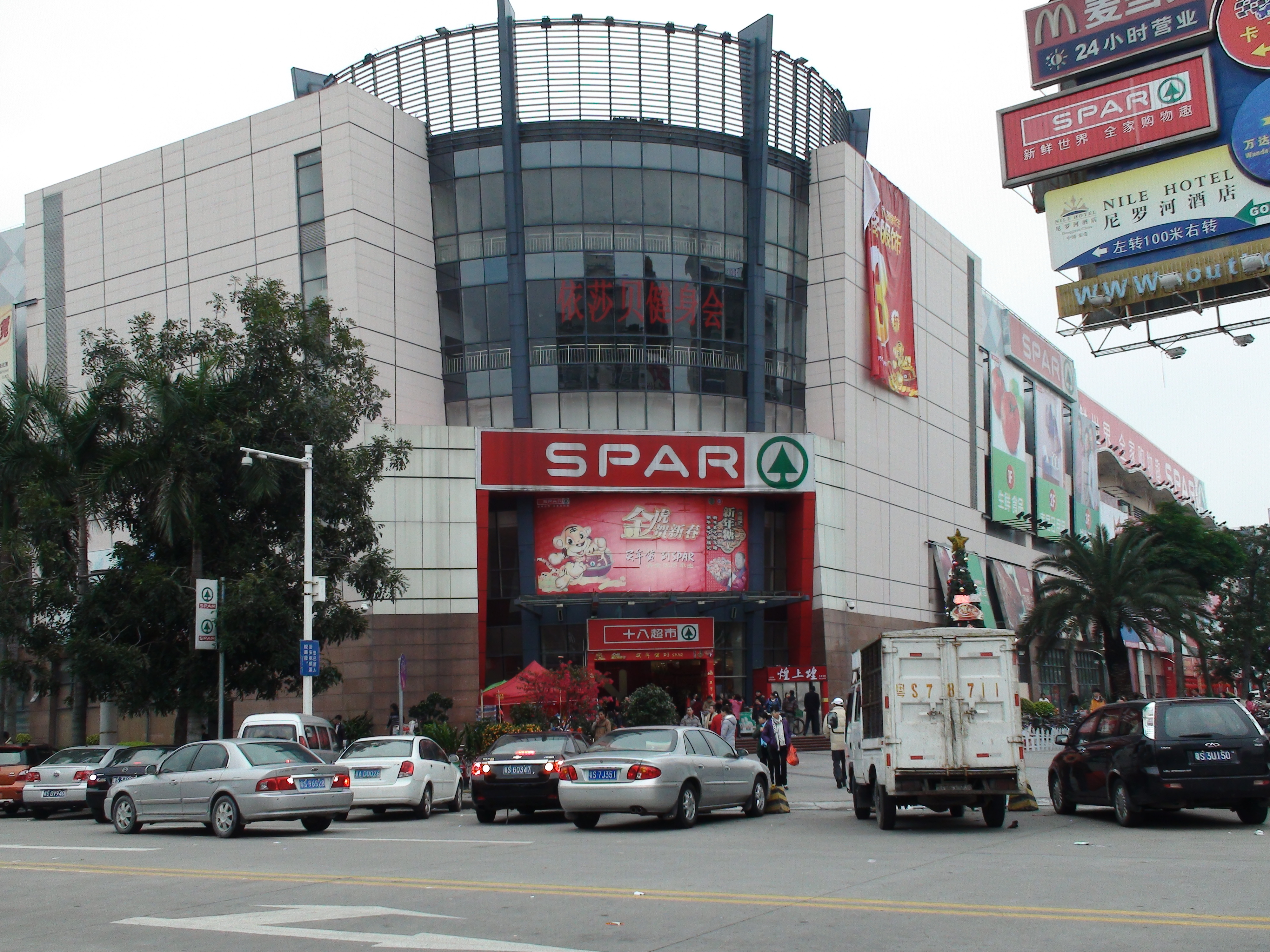
Obchodní centrum se supermarketem SPAR v čínském městě Tung-kuan

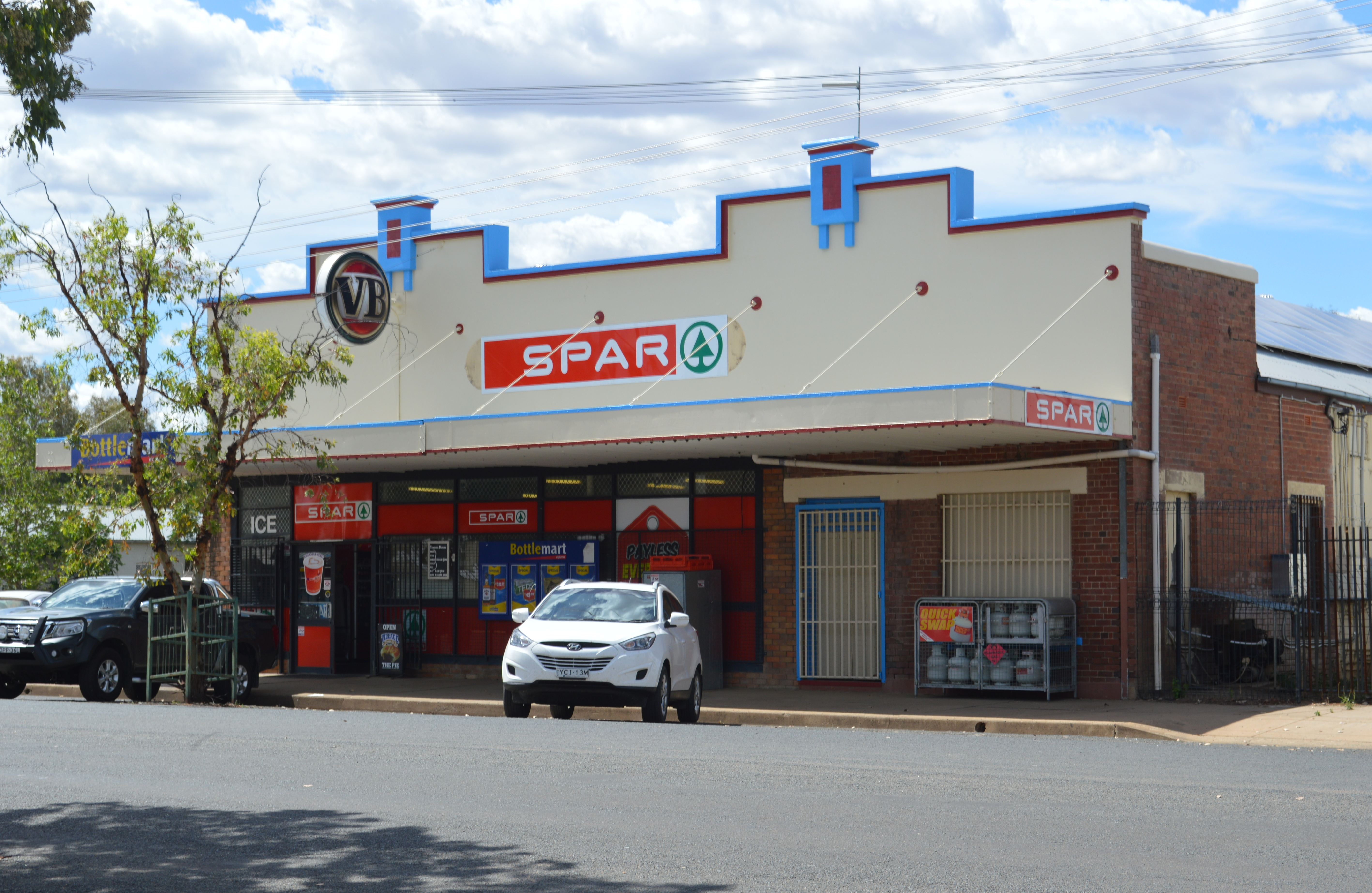
SPAR v městečku Gulargambone v australském státě Nový Jižní Wales

První zemí Asie, kam SPAR expandoval, bylo v roce 1977 Japonsko. Prodejny SPAR v Japonsku existovaly do roku 2016. Další východoasijskou zemí, kde vznikly prodejny SPAR, se v roce 2004 stala Čína. V roce 1994 SPAR vstoupil do Austrálie. Australský SPAR v roce 2009 otevřel jednu prodejnu na Vanuatu, v současnosti však prodejna již neexistuje.
V regionu se nachází necelých 500 prodejen SPAR, jejichž tržby tvoří asi 4,5 % celkových tržeb řetězce. Zároveň jsou v tomto regionu prodejny největší s průměrnou plochou 1 776 m2 a mají nejnižší tržby na plochu, průměrně 2 114 €/m2. V létě 2022 SPAR začal podnikat v Kazachstánu, kde licenci na značku získal jeden z existujících řetězců supermarketů.
| Země      | Rok vstupu | Počet prodejen | Obrat (mil. €) |
| --------- | ---------- | -------------- | -------------- |
| Austrálie | 1994       | 119            | 220,8          |
| Čína      | 2004       | 330            | 1 383,7        |
| Indie     | 2014       | 24             | 188,8          |
| Írán      | 2017       | 4              | 0,9            |
| Pákistán  | 2017       | 3              | 8,2            |
| Srí Lanka | 2017       | 8              | 30,5           |
| Celkem    |            | 488            | 1 832,9        |

### Jižní Amerika
V květnu 2023 byla otevřena první prodejna SPAR ve městě Luque v Paraguay, čímž řetězec obnovil svou působnost na jihoamerickém kontinentu. V minulosti prodejny SPAR existovaly v Argentině.

### Dřívější trhy
Prodejny SPAR se v minulosti nacházely také v dalších zemích světa. Kromě Česka šlo například o tyto země:
- Estonsko,  Litva,  Lotyšsko: SPAR zde působil na přelomu tisíciletí, jeho místní provozovatel zkrachoval.[44]
- Finsko: Obchody byly po roce 2005 rozprodány jiným řetězcům.
- Rumunsko: SPAR zde působil v letech 2005–2013, jeho místní provozovatel zkrachoval.[48]
- Švédsko: Majitel licence SPAR, skupina Axfood, zde prodejny od roku 2004 začala provozovat pod značkou Hemköp.[49]
- Mauricius: Prodejny SPAR v roce 2019 převzal řetězec Jumbo, součást skupiny Vindémia se sídlem na Réunionu.[50]
- Japonsko: Majitel licence SPAR v roce 2016 ukončil svou činnost.[7]
- Thajsko: SPAR v Thajsku začal podnikat v roce 2016,[51] na oficiálních stránkách však již země není uvedena a poslední tisková zpráva je z roku 2020.[52]
- Vanuatu: Australský SPAR zde v roce 2009 otevřel jednu prodejnu,[46] která byla nejpozději v roce 2011 uzavřena.[53]
- Argentina: Řetězec v zemi působil zřejmě již od 80. let 20. století[54] přibližně do roku 2004, kdy jeho franšízant vyhlásil bankrot.[55]

## Zajímavosti
- V Česku SPAR spolupracoval s Nadací Terezy Maxové, která pomáhá dětem v ústavní či pěstounské péči a sociálně slabých rodinách. V obchodech byly prodávány výrobky s logem projektu Teribear, výtěžek z jejich prodeje získala nadace.[56][57]
- V hypermarketu INTERSPAR v pražském obchodním centru Arkády Pankrác pracuje jedna z hlavních postav seriálu Obchoďák, který v roce 2012 vysílala televize Prima.